# Антикваріанізм

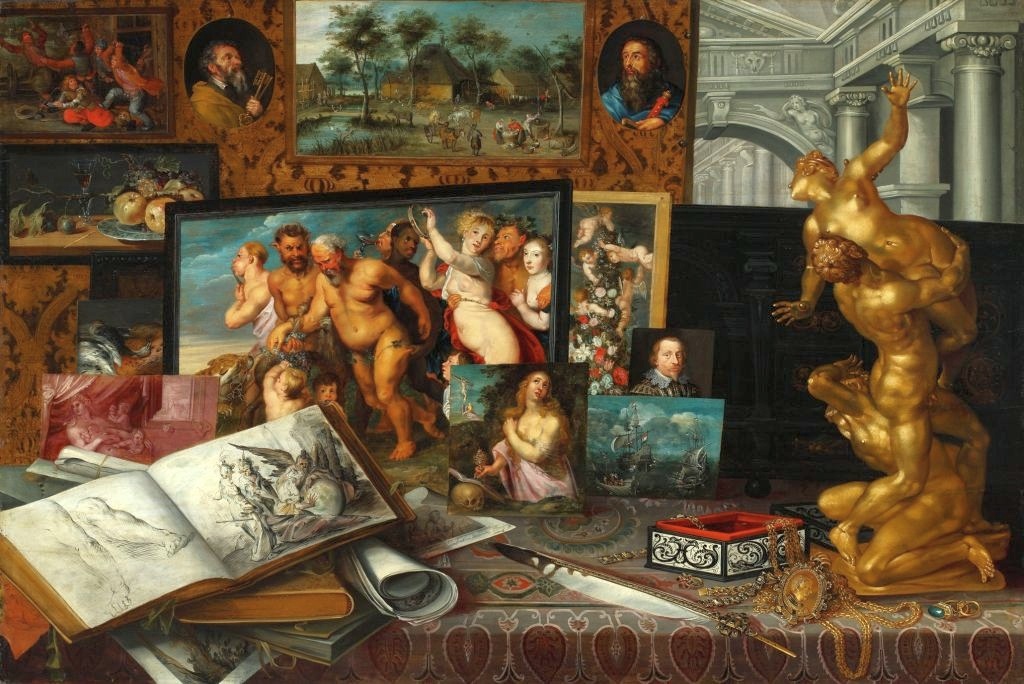
Етьєн де ла Ір. «Кабінет курйозів» принца Владислава Вази, 1624 р., Варшава, Королівський замок.

Антикваріані́зм (англ. antiquarianism) — дослідження реальності (переважно минулої) за матеріальними та нематеріальними фрагментами, «старожитностями». У римській античності термін «антикварій» (лат. antiquarius) означав як поціновувача та знавця старожитностей, так і фахівця зі стародавнього письма, переписувача та реставратора рукописів. Остання конотація була зафіксована в Кодексі Феодосія. Захоплення стародавніми текстами та взагалі свідоцтвами про минуле стало популярним заняттям інтелектуалів у Італії починаючи з XIV століття.
В епоху Відродження та Просвітництва (XV — початок XIX століття) антикваріанізм був самостійною дисципліною, частиною гуманістичного знання про світ і про історію. Основною працею антикварів (таких як Флавіо Бйондо й Конрад Геснер) було складання всеосяжного зводу знань, який будувався як нескінченний каталог усіх наявних деталей із досліджуваного питання. Антиквари вперше були змушені звернутися до критики історичних джерел, і згодом ці заняття зумовили появу археології, нумізматики, палеографії, сфрагістики. У своїх історичних дослідженнях антиквари були схожі на ерудитів — публікаторів середньовічних джерел, що викликало критику просвітителів епохи енциклопедизму.
У XVI—XVII століттях представники антикваріанізму були зачинателями наукової думки, оскільки вирішували питання першорядного культурного значення. Ренесансне суспільство було орієнтоване на античну традицію, тому минуле було найважливішим джерелом легітимності як у політичній, так і в культурній та, навіть, технічній галузі. Антиквари могли надати докази права на престол, що було важливим у епоху становлення абсолютизму та перших національних держав. Ерудити-гуманісти відіграли величезну роль у богословських суперечках Реформації та Контрреформації. Католицькі теологи зверталися до святоотцівської спадщини та церковної історії; церковні антиквари змушені були працювати також у сфері східної філології та біблійної герменевтики, які стали найбільш інноваційними в гуманітарній галузі того часу. Навіть після початку наукової революції XVII століття антикварні дослідження та експериментальне природознавство не відділялися одне від одного, тому в обох сферах могли однаково успішно працювати навіть такі творці сучасної науки як Ньютон і Ляйбніц. Антикварна ерудиція застосовувала емпіричний метод досліджень, який був зорієнтований минуле у всій його повноті. Роберт Гук для емпіричного пізнання природи використовував поняття «natural antiquary».
Антикварна історія та природничо-історичні дослідження стали поступово розповсюджуватися до початку XVIII століття. На їхній основі виникли нові гуманітарні та природничі науки. До кінця XX століття антикваріанство протиставлялося сучасній науці. За словами П. Міллера та Ф. Луї, воно проявлялося в «дилетантизмі та донауковій поліматії», але поступово стало сприйматися й вивчатися як галузь, у якій сформувалися сучасні історичні дисципліни й музейні практики.

## Предмет дослідження та періодизація
Арнальдо Момільяно стверджував, що антикварна діяльність передбачає систематизацію матеріальних і нематеріальних залишків минулого. Предмети старовини цікаві самі по собі, незалежно від того, чи ілюструють вони якусь епоху, чи дозволяють вирішувати якісь пов'язані з нею проблеми, чи ні. Момільяно висунув гіпотезу (на основі платонівського діалогу «Гіппій Більший»), що вже в V столітті до н.е. твори з політичної історії та трактати «про значення гармоній і букв, ритмів і гармоній», а також родоводи героїв і людей становили різні жанри, і це було відомо софістам. Геродот і Фукідід писали лише про події недавнього минулого, були свого роду «автобіографами» своєї епохи, причому описували події, які були актуальними в політиці. Гіппій, Гелланік та інші навпаки цікавилися подіями та речами вкрай віддаленого минулого, які було нелегко дізнатися. При цьому вони не планували нічого, крім задоволення власної інтелектуальної цікавості. Згідно з Момільяно, складно говорити про існування антикварних досліджень в епоху еллінізму в тому масштабі, який зафіксовано Платоном. У римській античності істотне нововведення запропонував Марк Теренцій Варрон, який створив всеосяжний огляд життя Риму, що стосувався генеалогій та еволюції державних звичаїв, причому привів всі ці дані до порядку. Термін «antiquitates» («давні оповіді, події давніх часів», або також «звичаї древніх») фіксується вже в Цицерона. Латинський термін «antiquarius» міг бути як прикметником «той, що стосується давнини» (згідно з блаженним Єронімом «antiquaria ars» — це мистецтво розбирати старовинне унікальне письмо), також іменником — у творах Тацита й Светонія він означав любителя або знавця старожитностей. У Кодексі Феодосія «антикварій» — це переписувач стародавніх книг, знавець унціального письма. Згідно з К. Штарком («Systematik und Geschichte der Archäologie der Kunst», 1887 рік), античне поняття «антикваріанізму» поєднувало в собі опис сутностей, які не існують в теперішньому часі, але продовжують знаходитися в пам'яті; це ж стосувалося також біографій. Образотворче мистецтво й літературне оповідання, в якому не розділялися історія та белетристика, були частиною цього набору. Середньовіччя зберегло пізньоантичний сенс слова «антикварій», який дійшов і до сучасності, асоціюючись, наприклад, з антикваром-букіністом.

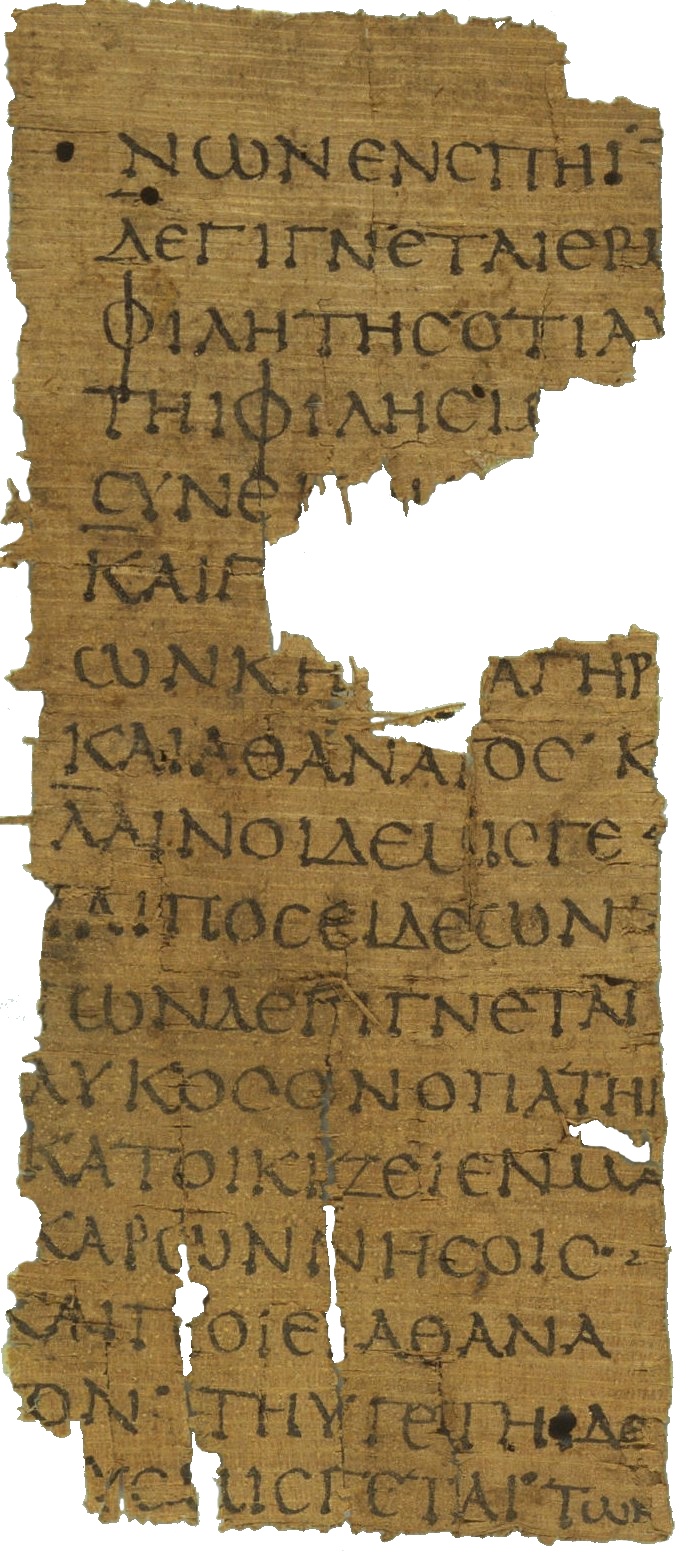
Папірус P. Oxy. VIII 1084, фрагмент твору Гелланіка «Атлантида».

Дослідження антикваріанізму як системного явища було заявлено Волтером Гавтоном-молодшим у 1942 році в статті, опублікованій у «Журналі історії ідей». Предметом свого дослідження він зробив «virtuosi», що є синонімом як до італійського «dilettante», так і до «поціновувача мистецтва, колекціонера взагалі». В. Гавтон заявив, що до нього дослідники не намагалися порівнювати в одному контексті діяльність Пінеллі, Івліна та Пейреска зі Скалігером, Ліпсієм і Казабоном. Для їхнього найменування сучасники також використовували термін «антикварій», що об'єднував знавця старожитностей та гуманітарних наук, який також шукав і колекціонував картини, скульптури, гравюри та різноманітні «дивності». Першим дослідником, який чітко виділив антикваріанізм як окрему дисципліну й поставив питання про його періодизацію, був Арнальдо Момільяно, це він висловив у статті 1950 року та промові Саттера в Берклі в 1963 році. Згідно з Момільяно, поступове розділення антикваріанізму та власне історичної науки в XVIII столітті призвело до того, що історія поглинула антикваріат. У наступному, XIX столітті, з історії виділилися археологія, антропологія, мистецтвознавство й соціологія, але всі вони засновувалися на базі антикваріанізму. Університетські та музейні куратори, реставратори, етнографи, фольклористи та художники безпосередньо продовжують діяльність антикварів середньовіччя й Ренесансу.

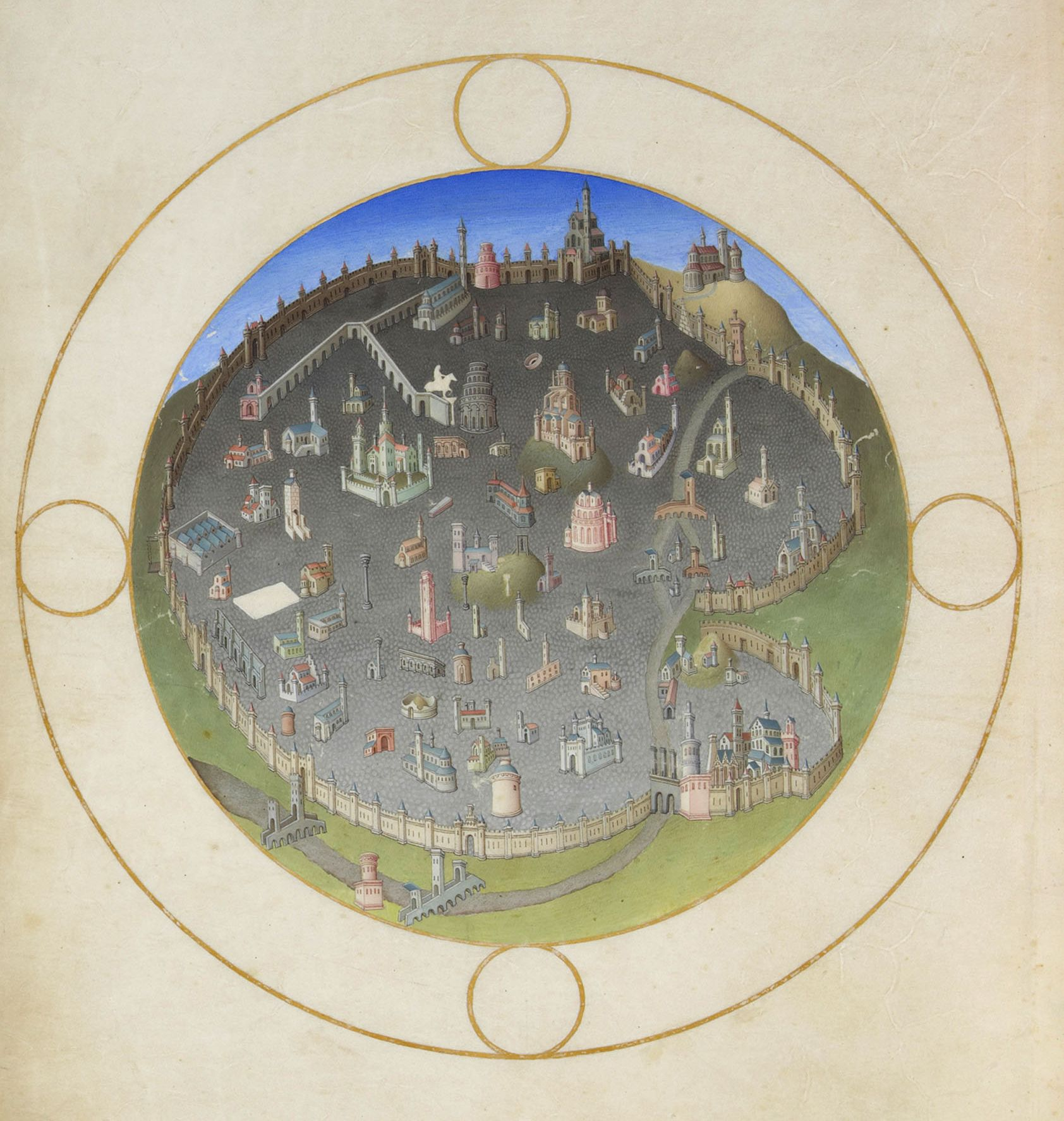
Умовне зображення Риму з «Розкішного часослова герцога Беррійського», folio 141v

Періодизація антикваріанізму невіддільна від періодизації її предмету, тобто природної та культурної історії, а також допоміжних історичних дисциплін. У широкому сенсі археологи та культурологи датують період існування антикваріанізму між XV—XIX століттями. Археолог А. Шнапп зазначав, що антикварна діяльність проглядається вже в античності, проте «народження антикварів» датував XV століттям, а «винахід археології» — XIX сторіччям. Дж. Деніель, також археолог, пропонував складнішу періодизацію. Початок систематичної колекціонерської діяльності гуманістів у Флоренції він відносив приблизно до середини XV століття, а в Римі — до останніх десятиліть того ж століття. Завершення епохи антикваріанізму він відносив навіть до 1800—1840-х років; на його думку остаточне розділення антикваріанізму, археології та геології відбувалося в 1840—1870 роках, діяльність Томсена називається «переворотом антикварів» (antiquarian revolution). В. Гавтон відраховував початок діяльності антикварів-знавців від Петрарки й Кіріако Анконського. З огляду на те, що головним предметом його зацікавлення були британські «віртуози», він вважав початком англійського антикваріанізму період 1590-х років, ґрунтуючись на частоті використання в науковому співтоваристві відповідної термінології. Переломною датою для руху англійських віртуозів Гавтон називав 1700 рік, коли джентльменський ідеал полімата-дослідника змінився більш поверхневою культурною витонченістю, а гуманітарні науки більше не мали широкої громадської підтримки.
Історик культури Пітер Міллер в монографії 2017 року розглянув те саме зіткнення поглядів з гуманітарної точки зору. Згідно з П. Міллером, між 1430—1440 роками в Римі відбувся перший «матеріальний поворот» («material turn»), пов'язаний з Поджо Браччоліні, Кіріако Анконським, Флавіо Бйондо та Леоном-Баттістою Альберті. Усі ці гуманісти сформували утопічну ідею відродження античності як реального способу життя та мислення. Наступний важливий поворот для антикваріанізму стався в 1560—1570 роках — він пов'язаний з Пірро Лігоріо, Онофріо Панвіно та Педро Чаконом. У 1630-ті роки центр розвитку антикварних досліджень перемістився та зосередився в кореспондентських мережах абата Фабрі де Пейреска, який забезпечував зв'язок між антикварами Англії, Нідерландів, Франції та Італії, в працях яких об'єднувалися історичні та природничо-історичні інтереси. Наступний етап формування наукового знання відбувався до 1760-х років — геттінгенська школа Гаттерера, Шлецера та Гейне — виникли нові науки: історія, статистика та археологія. У 1830-х роках діяльність різних німецьких вчених призвела до остаточного виходу за межі антикваріанізму, завершеного Карлом Лампрехтом.

## Гуманістичний антикваріанізм

### Гуманісти та дилетанти XV—XVI століття

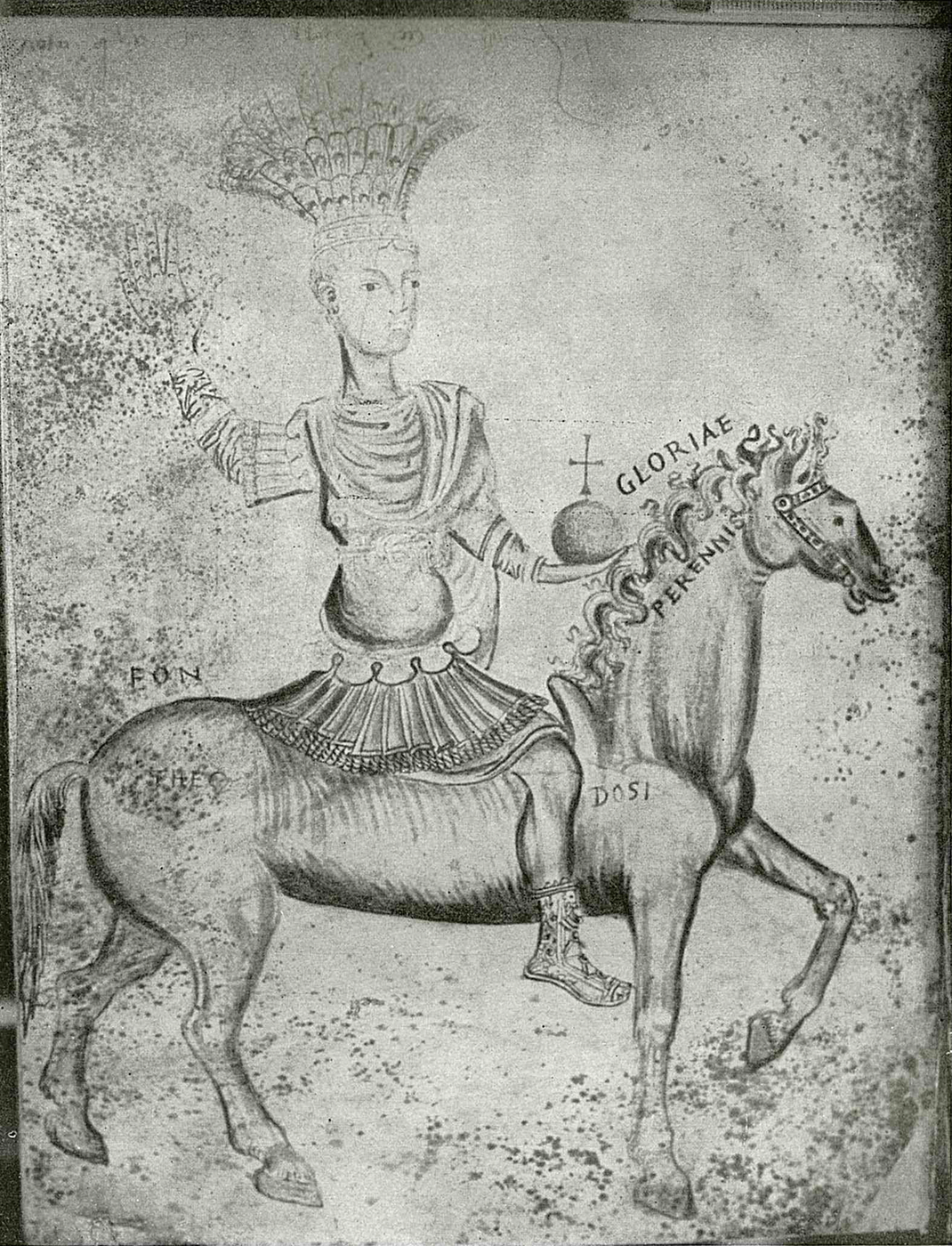
Зображення кінної статуї Юстиніана. Малюнок Кіріако Анконського, близько 1430 року.

Для епохи Середньовіччя питання про початок утворення антикваріанізму та зростання інтересу до класичної спадщини є мало вивченим. Енн Блер (Єльський університет) зазначила, що доступність візантійських енциклопедичних джерел недооцінюється для латинської ерудитської культури. Наприклад, Роберт Гросетест переклав значну частину енциклопедії Суди для особистого використання. Проте загально визнано, що захоплення стародавніми текстами та взагалі свідоцтвами про минуле було заняттям інтелектуалів в Італії XIV століття, одним з перших антикварів став Петрарка. Він збирав стародавні монети, відтворював у своїй свідомості архітектуру та планування Стародавнього Риму, писав листи древнім письменникам і політичним діячам. У наступному столітті Кіріако Анконський таким же чином розпочав «відновлення» грецьких старожитностей, з якими зіткнувся під час подорожі в Східне Середземномор'я, ставши для Італії першовідкривачем античної і візантійської давнини. Його сучасник Поджо Браччоліні продовжив діяльність Петрарки й знову став відновлювати міські планування античного Риму та шукати рукописи забутих літературних пам'яток античності. Флавіо Бйондо — третій із творців антикваріанізму — відомий за свою трилогію «Рим відновлений» (1446), «Славетна Італія» (1453) та «Рим переможний» (1460). Його головним новаторством був «вихід» за межі міста Риму, власне, він першим почав описувати римську давнину в італійській провінції. Леон Баттіста Альберті став першим відомим дослідником римських старожитностей, який розпочав розкопки. На письмі термін для позначення всієї цієї діяльності закріпив у 1527 році Андреас Фульвіо в трактаті «Antiquitates Urbis».
Для ренесансних гуманістів XV століття дослідження давнини було невіддільне від відродження старовини, що чинило величезний вплив на мистецтво, літературу та спосіб життя взагалі. Ця тенденція була сприйнята владою Папської держави та свідомо поглиблювалася в XVI столітті. Рафаель Санті ордонансом Папи Лева X був призначений «легатом старожитностей», який повинен був поєднувати обов'язки піклування про римські старожитності з будівництвом Собору св. Петра. Це вказує на початок реставрації та охорони старожитностей. 1519 року Рафаель писав своєму апостолічному патрону:
|                         | «Як багато пап, Святий Отець, які займали ті самі покої, що й Ваша Святість, але не володіли тою ж мудрістю, ні тою ж силою, ні великодушністю; як багато хто з цих понтифіків допускали руйнування й розчленування древніх храмів, статуй, арок та інших будівель, гордості їхніх предків. Як багато просто викопували кераміку, зносили фундаменти, тому скоро потім будівлі розсипалися вщент. Як багато глини було видобуто зі статуй та інших стародавніх прикрас. Я візьму на себе сміливість сказати, що весь новий Рим, який ми нині бачимо, як би він не був великий, прекрасний, прикрашений палацами, церквами та іншими будинками, все це побудовано з вапна, виробленого із стародавніх мармурів. Без найменшої емоції мені це нагадує, як за той короткий час, що я в Римі, менш як 12 років, багато прекрасних речей зруйновано, таких як піраміда, яка стояла на віа Александріна, арка <…> навіть Ганнібал та інші йому подібні не могли б зробити гірше». |
| — Переклад Л. С. Кляйна | |

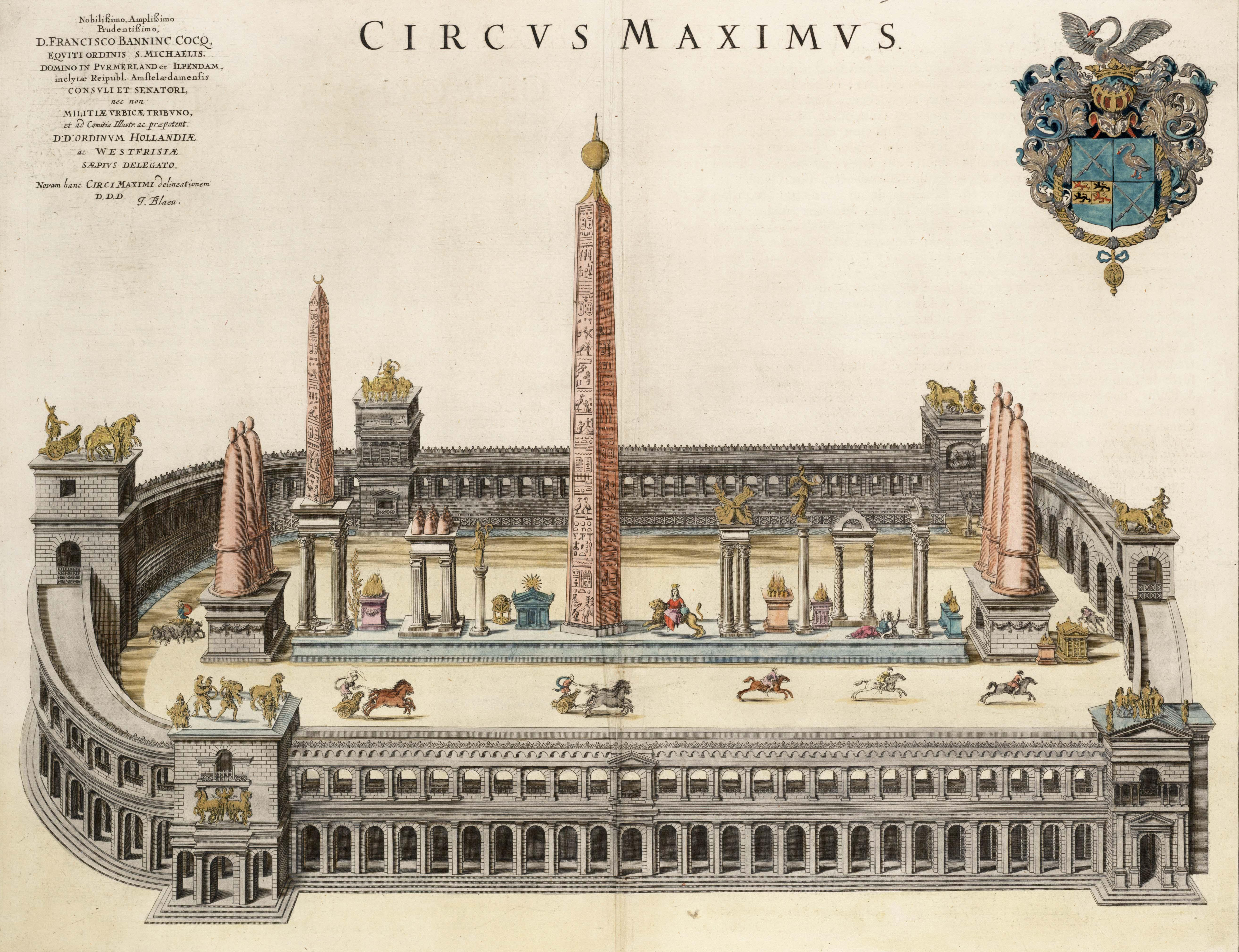
Великий цирк. Зображення з атласу Блау, 1627 рік.

За розпорядженням Рафаеля та за його безпосередньої участі почали складати план реального відновлення Риму в його класичному вигляді, але цей план не зберігся до наших днів.
Мода на класичні старожитності поширилася наприкінці XV століття при дворах італійських аристократів. У наступному столітті поширилася й на жителів країн, що розташовувались на північ від Альп, які відвідували Тоскану й Рим. Основним соціальним колом антикварів були медики, юристи, архітектори, університетська професура, купецтво та клірики, тобто люди, які мали освіту й достатню кількість коштів і вільного часу. Освіта прищепила їм «зачарованість старовиною», і вони дуже серйозно підходили до задачі відродження античності. Антикварії збирали та копіювали монети й епіграфічні пам'ятники, колекціонували рукописи, тлумачили значення забутих слів, відомих з нововідкритих монументів, навіть складали карти. У папському дворі на рубежі століть з'явилася назва для поціновувачів стародавніх творів мистецтва — «dilettanti». Воно не мало зневажливого значення, позначаючи саме людей, які вирушили до Італії, щоб насолодитися стародавньою класикою, до прекрасного та зразкового. Типовим «дилетантом» був Франсуа Рабле, який у 1534 році разом із Джованні Марліані склав план стародавнього Риму, що публікувався як у Вічному Місті, так і в Ліоні. У присвяті кардиналу дю Беллє гуманіст писав:
|  | «Моїм заповітним бажанням відтоді, як я прочитав щось із вишуканої літератури, було отримати можливість подорожувати до Італії та відвідати Рим, столицю світу. У Вашій надзвичайній щедрості Ви дали мені виконати це бажання, Ви увінчали його здатністю не тільки відвідати Італію (чого було б уже досить), а й відвідати її разом з Вами … Задовго до того, як ми були в Римі, в думках моїх і роздумах склалася ідея про речі, які я бажав і які тягнули мене в Італію. Спочатку я планував зустріти вчених людей, які вели б дебати в місцях нашого маршруту, і розмовляти з ними запросто про деякі гострі питання, які хвилювали мене довгий час. Потім я вирішив подивитися (оскільки це було в області мого мистецтва) деякі рослини, деяких тварин і деякі ліки (про які говорять, що вони рідкісні в Галлії, але широко поширені в цих місцях). Нарешті, я планував намалювати картину міста своїм пером письменника, але також і пензлем художника… Я виконав це з таким запалом, що ніхто, я думаю, не знає свій будинок краще, ніж я знаю Рим і всі його квартали.». |

Під час своєї антикварної діяльності гуманісти зверталися до великої кількості тем і сюжетів, які практично не порушувалися в збережених літературних та історичних текстах античності: тонкощі релігії, право, календарі, військове спорядження та одяг, їжа й спортивні заняття. З часом інтерес людей до цих предметів зростав, що й призвело до істотних змін в антикваріанізмі XVI століття — становленні наукового методу відновлення минулого. Дж. Деніел намагався протиставляти антикварів і дилетантів, стверджуючи, що антиквари спеціалізувалися насамперед на вітчизняних старожитностях, тоді як дилетанти були любителями класичних. З точки зору археології, перші створили первісну археологію, а другі — класичну. Л. Кляйн заперечував, підкреслюючи, що дилетанти були лише різновидом антикваріїв, причому поділу на галузі в антикваріанізмі не було. Наприклад, Вільям Кемден ніколи не бував в Італії, однак він вивчав античні старожитності — Римської Британії.
Ще в останній чверті XV століття почався збір антикварних знань у формі різних інтелектуальних спільнот. Першою була Римська академія Помпонія Лета. У першій третині XVI століття в антикварній діяльності почала брати участь держава: в 1534 році Папа Римський Павло III заснував титул «уповноваженого зі скарбів та інших старожитностей, а так само й рудників».

#### Греко-візантійські штудії та Левант

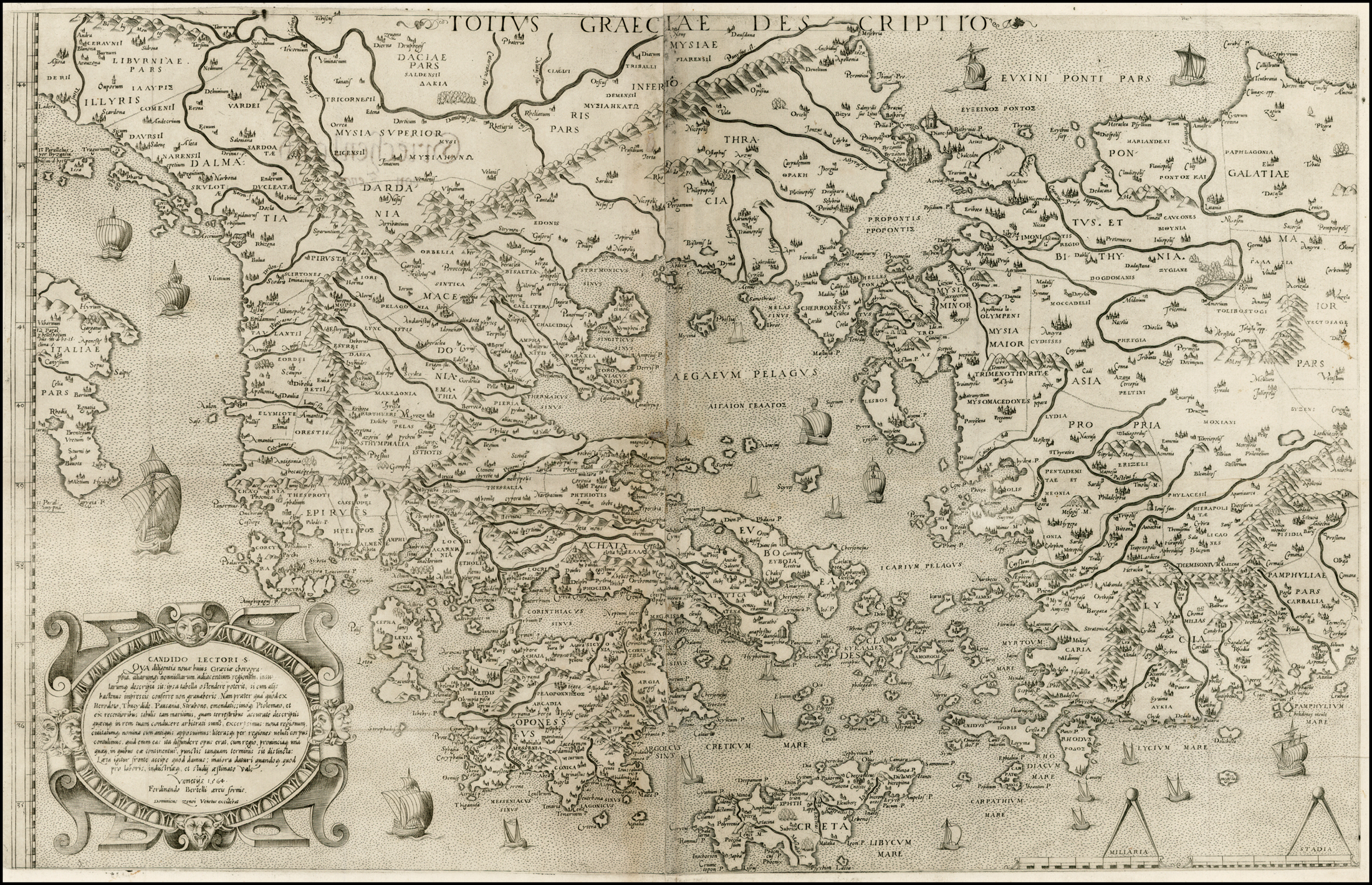
Ніколаос Софіанос, «Totius Graeciae Descriptio», видання 1558 року.

У цьому контексті примітно, що для гуманістів-антикварів пізнання давньогрецьких і візантійських старожитностей було майже тотожним. У польових умовах вони були можливі тільки на територіях Османської імперії та здійснювалися під патронатом видатних осіб. Яскравим прикладом є діяльність ломбардця Сабба да Кастільоне (1480—1554 рр.), який був найнятий мантуйським керівництвом для пошуку антиків на Сході. Свою подорож він розпочав у 1505 році на Родосі, де вступив до госпітальєрів та протягом трьох років постачав своїх патронів старовинними монетами й уламками мармурів, а у своїх посланнях докладно описував перспективи мисливців за старовиною та стан античних руїн на Егейських островах. Він зазначав, що орденські брати не цінували старожитностей та навіть звинувачували його в ідолопоклонстві. У 1506 року Кастільоне повідомляв, що виявив на території древньої Карії величезну гробницю. Мабуть, це той самий об'єкт, який бачив і описав Андре Теве в «Космографії Леванту». Згідно із замальовками, це був саркофаг Артемісії, дружини Мавсола. Усього за XVI століття країни Леванту відвідали не менше 300 європейських мандрівників, які представляли різні суспільні верстви та професії. В описі колекції будинку Есте за 1584 рік згадуються античні монети, доставлені молодими дворянами з подорожі в Левант. 1540 року Ніколаос Софіанос опублікував «Totius Graeciae Descriptio» — велику карту, на якій були показані всі хоча б трохи відомі місця грецького світу, відомі з античних джерел; усього близько двох тисяч. Для антикваріїв це був найважливіший інструмент, карта стала популярною в колах колекціонерів. П'єр Жиль в 1561 році в Ліоні опублікував трактат «De topographia Constatinopoleos et de illiusantiquitatibus libri quatuor»: це був перший систематичний опис топографії сучасного й стародавнього Константинополя — французький полімат дуже добре його вивчив, оскільки жив у цьому місті в 1544—1547 роках і знову відвідав його з посольством у 1550 році. У цю епоху Афіни були мало відомі, оскільки знаходилися в стороні від звичних маршрутів купців, якими користувалися й вчені мандрівники. Куплені в османській столиці старожитності прибували в Італію, як правило, задокументованими, а іноді навіть з провенансом.
До певної міри османи також сприяли популярності грецьких студій у Європі. Султан Мехмед II мав двох вчителів-греків, і після захоплення Константинополя бажав відновити його в колишній величі. 1462 року, відвідавши місце, де колись була Троя, султан цікавився похованнями Ахіллеса й Аякса, після цього для нього переписали «Іліаду». Утім, прислухавшись до вказівки свого астролога, султан наказав знищити Колону Юстиніана, нині відому тільки завдяки малюнку Кіріако Анконського. До кінця XVIII століття в Стамбулі зберігалися 12 рельєфів, що прославляють подвиги Геракла, а також колона, споруджена колись в Дельфах після битви при Платеях і перенесена християнськими імператорами на Іподром. Про Мехмеда ходили легенди, що він зібрав у своєму палаці безліч античних пам'яток і християнських реліквій (в тому числі камінь Різдва Христового, доставлений до столиці за правління Мануїла Комніна), які були описані в його панегірику, складеному за правління Баязида II італійською мовою. Однак така політика султана була, скоріше, винятком. Турки, як правило, були байдужі до старожитностей, що давало можливість збагачуватися європейським шукачам. Андре Теве в 1550 році зміг отримати в Халкедоні безліч стародавніх монет, витягнутих з руїн, причому місцеві жителі дуже здивувалися його бажанню. Утім, досить швидко османські підприємці самі жваво почали торгувати старожитностями. П. Жиль зазначав, що в 1544 році в межах султанського сералю стояв єгипетський обеліск, але через деякий час він був проданий венеційцеві Антоніо Пріолі, який хотів встановити його у своєму палаццо в Санто-Стефано. У наступному столітті траплялися ще цікавіші історії. Прибилзно 1609 року абат Фабрі де Пейреск придбав гему із зображенням Ахіллеса, яку, своєю чергою, провансальський ювелір купив у Стамбулі всього за половину скудо. Однак, коли він відправив гему на експертизу Леліо Паскуаліні, виявилося, що це підробка.

### Колекціонування старожитностей та антикварний ринок у 1400—1600 роках

#### Ранні гуманісти

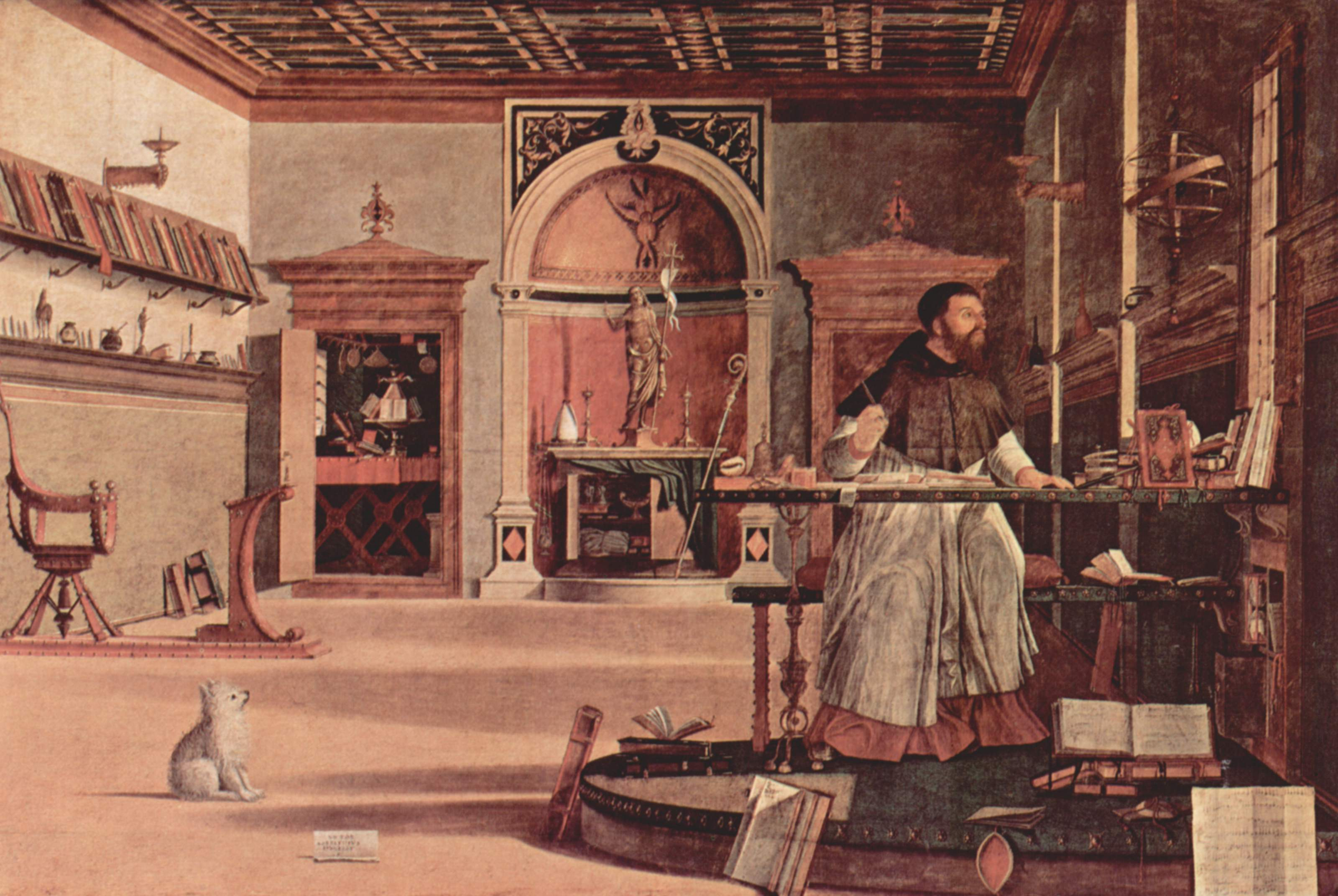
Вітторе Карпаччо. «Видіння святого Августина», 1502 рік.

Уже для ранніх гуманістів дослідницькі інтереси в області античної літератури були невіддільні від збирання антиків і навіть спроб відновити стародавній спосіб життя. Першим колекціонером такого типу, про діяльність якого збереглися послідовні свідчення сучасників, був флорентійський купець Нікколо Нікколі. Він не обмежився збиранням латинських і грецьких манускриптів (яких у його бібліотеці було близько 800), а й, за словами Веспасіано да Бістіччі, обставив свій будинок на давньоримський зразок, у нього була величезна кількість мармурових і бронзових скульптур. У повсякденному побуті він намагався відновити римську старовину у всій повноті: одягався в якусь подобу тоги, говорив мовою Цицерона, а не сучасною тосканською, ретельно підготовував свої трапези на античний манір. Бістіччі писав:
Було благородним задоволенням дивитися на нього за столом, таким він був античним.
Колекція Нікколі була неповторною: коли Амброджо Траверсарі в 1432 році зібрався до Венеції, флорентієць наставляв його, що варто звернути особливу увагу на монети із зображеннями цариці Береніки, а також на кришталеву гему з портретом Олександра Македонського. Ці речі перебували в власності Бенедетто Дандоло, який навіть дозволив зробити з монет свинцеві виливки, відправлені до Флоренції. Раніше Нікколо (близько 1420 року) сам планував подорож до Греції заради придбання рукописів та антиків, але його відмовив Поджо Браччоліні. Можливо, він надихався прикладом Христофоро Буондельмонті, який вирушив у подорож у пошуках матеріальних слідів стародавньої Греції в 1414 році. Він був, мабуть, першим мандрівником у Східне Середземномор'я, який хотів побачити місця, описані в античних джерелах, «в полі» та пересвідчитися в тому, що від них залишилося. За винятком рукописів, Буондельмонті не привіз античних предметів зі своєї подорожі. Побачене на грецьких островах також розчарувало його: на відміну від Риму, там не було збережених цілком скульптур і будівель. Проте його діяльність різко оживила інтерес сучасників до речової спадщини античності. Поджо Браччоліні також займався колекціонуванням античних творів мистецтва, причому користувався консультаціями Донателло. На відміну від сучасників, він вважав за краще збирати великі мармурові скульптури, а не нумізматику та гліптику. Нікколі він писав, що прагнув створити власну академію за античними описами, щоб вона була прикрашена скульптурами. Він також хотів отримувати статуї також безпосередньо з Греції. Мабуть, певну роль у цьому інтересі зіграв і ринковий фактор: Браччоліні був обмежений в коштах, порівняно з тим же Нікколі, а великі мармури та бронзи коштували в Римі дешевше, ніж монети й геми, збиранням яких захоплювалися аристократи й кардинали. З листування Нікколі, Траверсарі й Браччоліні відома фігура якогось Франческо з Пістої — першого продавця старожитностей у добу Відродження, який отримав свого часу папський дозвіл на паломництво у Святу Землю, яке поєднував із антикварними пошуками в країнах Леванту. Зокрема, він писав, що дістав у якогось ченця на Родосі фрагменти статуй роботи Поліклета й Праксітеля. А всього цей монах, нібито, володів сотнею скульптур, які були заховані в печері. Далі почалася судова справа про шахрайство, але так і залишилося невідомим, чи існували ці антики взагалі, чи були викрадені каталонськими піратами під час транспортування, або Франческо продав їх заможнішим флорентійцям.

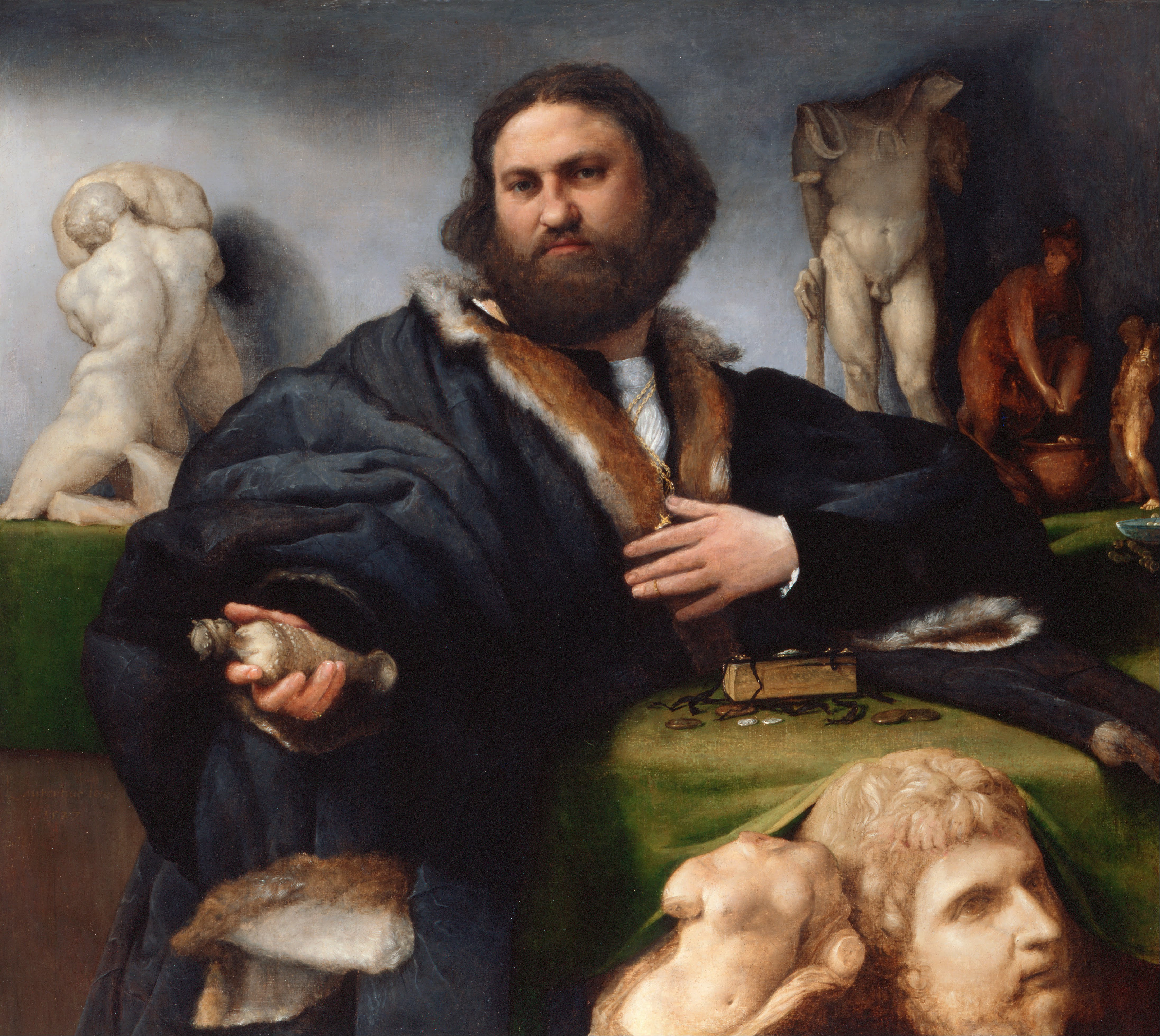
Лоренцо Лотто. Портрет Андреа Одоні, 1527 рік

Кіріако Анконський зі своїх подорожей привіз велику колекцію монет і гем, яка була відома у Венеції та відкрита для відвідування. Монети з його колекції зображені у вигляді декоративних мотивів на деяких роботах Якопо Белліні (зокрема, на замальовках, що зберігаються в Луврі). Однак як і у випадку з Нікколі та Браччоліні, практично неможливо описати обсяг його колекції та які саме антики були там. Загалом, монети були найбільш поширеними та доступними матеріалами для антикваріїв епохи гуманізму. У колекції Джованні Марканова (1410—1467 рр.) було близько 250 монет, із яких 180 срібних і 21 золота. Від 1457 року зберігся опис нумізматичної колекції кардинала П'єтро Барбо, в якій значилися 97 золотих монет і 1000 срібних. Практично невичерпним джерелом цього матеріалу була земля Риму та інших італійських міст, причому гуманісти наймали для викопування кладів спеціальних людей. Відомо також, що крім монет Кіріако купував і скульптури. З листування випливає, що ключову роль в торгівлі греко-візантійськими старожитностями грало православне чернецтво Криту, Родосу та Хіосу, причому останній острів мав важливе значення як перевалочний пункт на шляху італійських мандрівників у Константинополь. Лист Франческо Скаламонте 1430 року — єдине свідчення того, що на той час утворився ринок антиків, який поповнював колекції Кіріако та його сучасників. Після смерті Кіріако його колекція була розпродана спадкоємцями та частково потрапила в зібрання старожитностей дому Гонзага в Мантуї. З листування Кіріако також випливає, що антиквари існували не тільки на Апеннінському півострові, але й у Далмації, де гуманістичний рух виник під впливом венеційців.

#### Антикварний ринок XVI століття та колекціонери

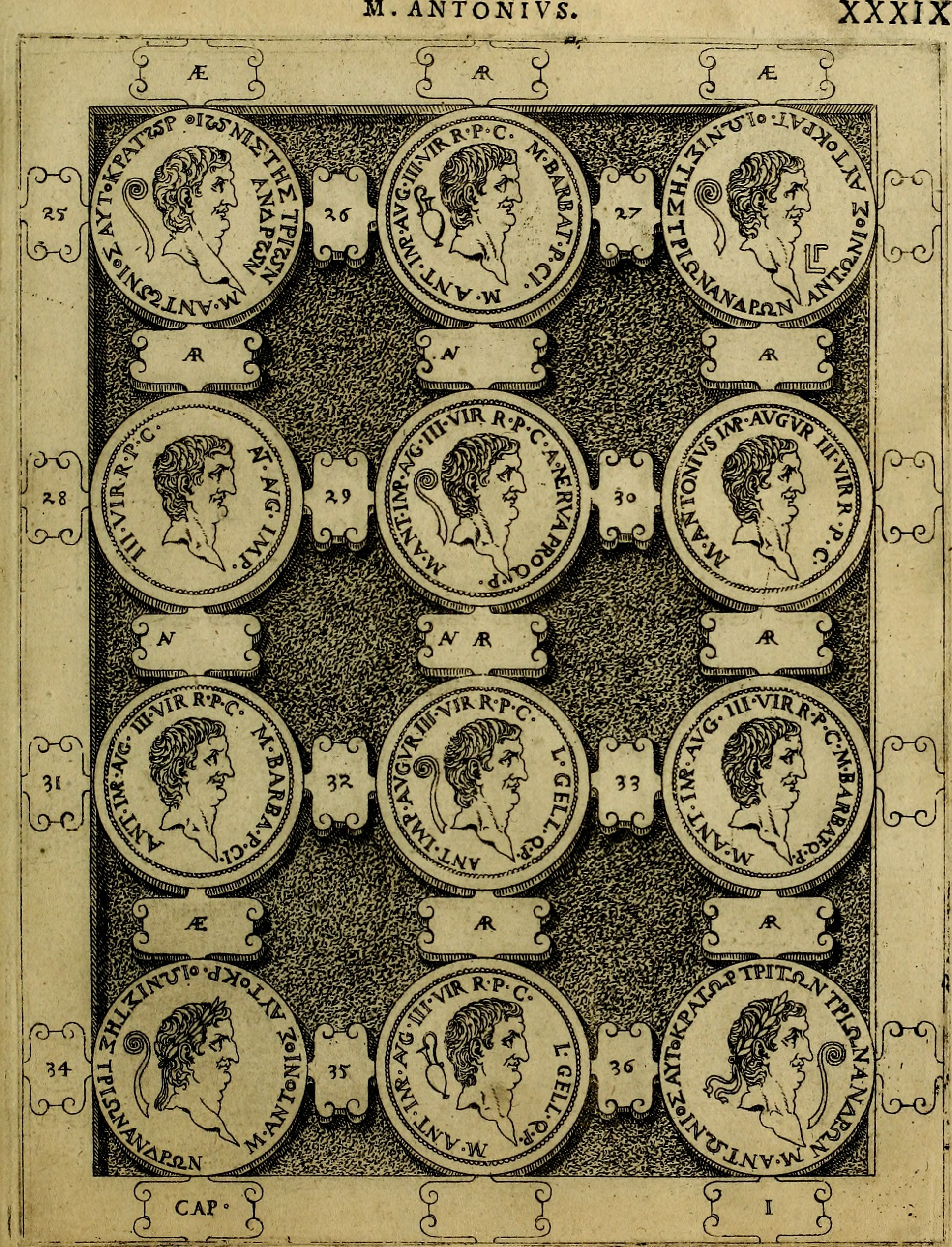
. Зображення Марка Антонія на монетах і медалях. Таблиця з книги «C. Ivlivs Caesar: Sive Historiae imperatorvm Caesarvmqve romanorvm ex antiqvis nvmismatibvs restitvtae liber primvs; accessit C. Ivlii Caesaris vita et res gestae», 1563 рік.

У формуванні італійського антикварного ринку велику роль відіграла діяльність Джироламо де Россі (1445? — 1517 рр.), дворянина з Пістої, який більше 20 років прожив у Венеції. Він був близьким другом Єрмолао Барбаро й Марсіліо Фічіно та сприяв виданню його праць. Після переїзду до Венеції де Россі розпочав антикварну торгівлю разом із купцем Джованні де Мартіні (який був членом академії Альда), а після його смерті в 1475 році працював самостійно. Де Россі постійно подорожував між Венецією, Римом, Неаполем і Флоренцією, а також мав представників на Родосі та Кіпрі; виконував замовлення Лоренцо Медічі й був пов'язаний з Джентіле Белліні. Наприкінці життя він приєднався до Савонароли, а в 1504 році вступив в домініканський орден. Паралельно у Флоренції спалахнув інтерес до розписної античної кераміки, яку почали викопувати з етруських поховань. Ці сюжети відобразилися в живописі Карпаччо й Лотто. У щоденниках Маркантоніо Мікеля збереглися записи про колекції, з якими він познайомився на початку XVI століття в Падуї та Венеції. Він описав колекцію падуанця Леоніко Томео, який володів гемами, монетами та стародавніми вазами. Великим поціновувачем античної кераміки та скляних виробів був П'єтро Бембо. Зберігся опис 1567 року майна з кабінету Габріеле Вендраміна, де згадуються як чорно, так і червонофігурний посуд. З інших джерел відома колекція падуанського юриста й гуманіста Марко Мантова Бенавідеса (1489—1582 рр.), в якій було понад 50 античних ваз. Вони були ототожнені згідно інвентарного списку, й виявилося, що всі вони були італійського походження. Бенавідес мав також антики, які походили з Греції, зокрема, алебастрову урну з написом. Показово, що в колекції Бенавідеса було два розписні кратери, виготовлені Ніколою далле Майокіне в античному стилі. Масштаби торгівлі старожитностями в XV—XVI століттях невідомі, свідоцтва лише поодинокі. Неопублікований лист з архіву Есте в Модені від 1593 року свідчить про прибуття вантажу з Мессіни: десять ящиків, що містять велику алебастрову вазу й мармурові скульптури, як цілі, так і фрагментовані. Призначався вантаж для герцога Феррари.
Колекціонерство XVI століття було абсолютно невіддільне від кладокопання. Коли сучасники усвідомили, що надра Південної Італії особливо багаті античними старожитностями, дослідженнями стали займатися навіть дворяни. Відомий випадок, коли в 1586 році Джованні та Себастьяно де Агостіні (ймовірно, вони були двоюрідними братами) вирушили в Сиракузи, куди їх направив якийсь грек з Кандії. Витративши великі кошти, вони дісталися до Сицилії та отримали дозвіл на розкопки, але достеменно невідомо, що саме вони там виявили. Однак за деякими свідченнями, Агостіні відшукали безліч «скарбів і монет». Це стало головним джерелом поповнення колекцій. Більшість антиків венеційця Андреа Вендраміна (1554—1629 рр.) мало розкопкове походження. 1627 року за матеріалами колекції був виданий каталог «De Sacrificiorum et Triumphorum Vasculis». Ілюстрований каталог мав понад 70 розписних ваз, причому деякі, найімовірніше, були за походженням з Аттики, а не з Апулії. У каталозі також згадувалося 50 чаш та інших посудин, що визначаються як «vasi da sacrifficci», а також безліч інших предметів з алебастру, скла, мармуру та напівкоштовних каменів — загалом 251 предмет. Особливо цікаві дві мармурові вази, які, судячи з опису, були викопані з руїн Трої. Показово, що автор каталогу спробував дати типологію античних ваз та їх можливе функціональне застосування в давнину.
Каталог зібрання Вендраміна представляв на той час столітню традицію складання аналогічних видань, деякі з яких перераховувалися в бібліографії. Ключовою в цьому контексті називалася книга 1535 року «De Vasculis libellus» Лазаря де Бефа, гуманіста, який багато років був послом Франції у Венеції. Де Беф, спираючись на класичні джерела, представив типологію різних ваз і класифікував їх як за матеріалом виготовлення, оформлення, так і за функціями. Гуманіст Ліліо Григоріо Джиральді на підставі колекції феррарського герцога склав каталог, поміщений в один з томів «De Re Nautica», присвячений Ерколе II д’Есте. Багато важливих відомостей про антикварів свого часу представив Губрехт Гольціус, який включив у збірник своїх праць список вчених-антикварів і колекціонерів, з якими він спілкувався в Італії, Нідерландах, Німеччині та Франції. Він згадував про колекцію францисканця Агостіно Рігіні, яка вважалася однією з найбільших у Феррарі, але про яку достеменно нічого так і не відомо. У перерахованих джерелах можна знайти поодинокі вказівки на ціни на антикварному ринку. У червні 1525 року посол дому Есте у Венеції писав у донесенні феррарском двору, що антична алебастрова ваза з пошкодженнями була виставлена за 200 дукатів. 1506 року Ізабелла д'Есте придбала у Венеції вазу з онікса за 105 дукатів. Описи подібних угод і колекцій містилися в працях Уліссе Альдрованді, але там майже не наводяться деталі, з яких можна було б визначити походження тих чи інших антиків.

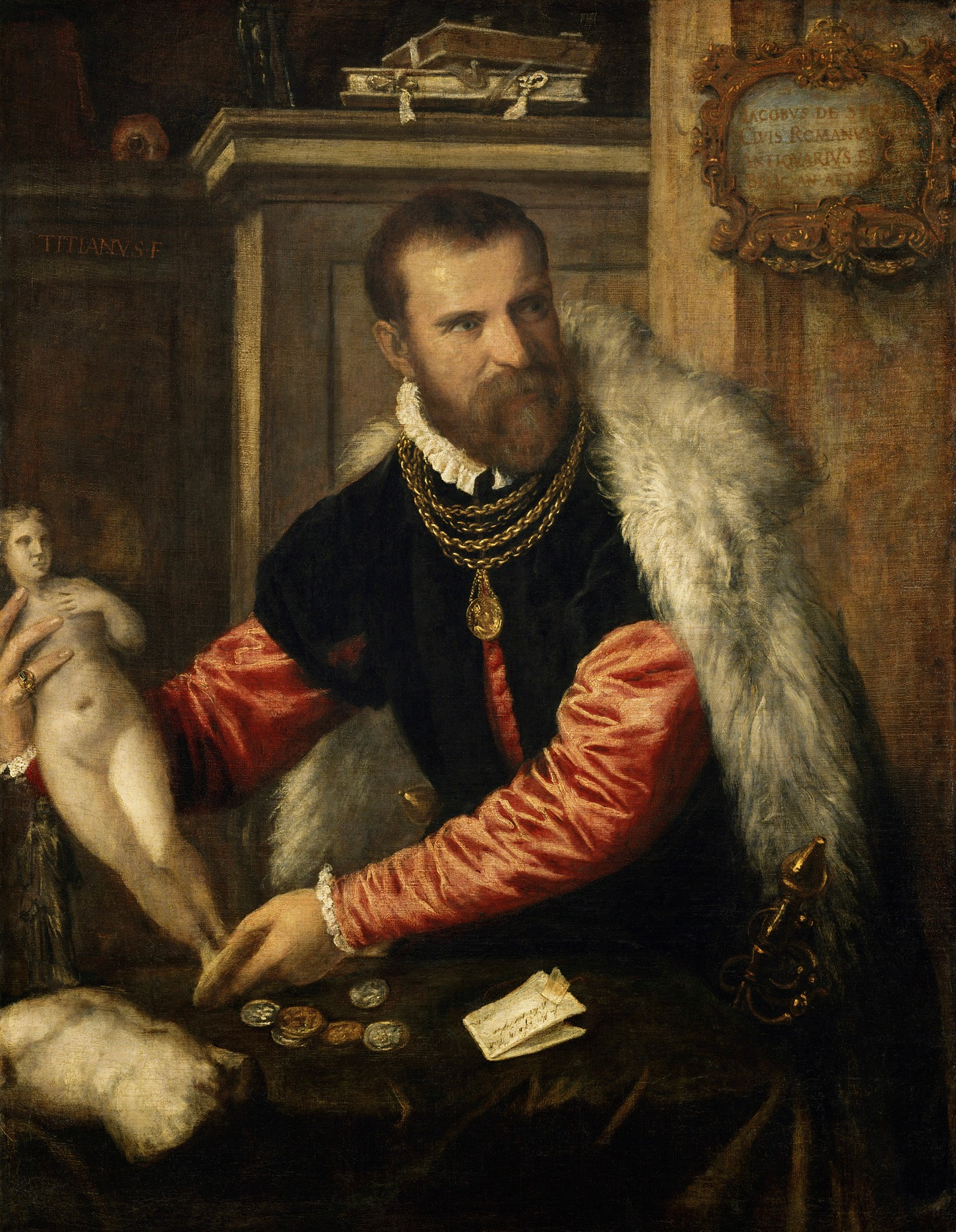
Тіціан. Портрет антиквара. Близько 1567—1568 року.

Найбільшим антикварним ринком протягом XVI століття залишалася Венеція, що пояснювалося як її довготривалим становищем монополіста зі зв'язків з країнами Сходу, так і величезним числом заможних покупців практично з усіх країн Європи. Венеційський ринок був більш привабливим для колекціонерів, особливо іноземних, оскільки, по-перше, на ньому було більша пропозиція, в тому числі речей з Єгипту, Греції та Леванту, а, крім того, для вивезення купленого не потрібно було ніяких дозволів, на відміну від Риму. У папській столиці дозвіл коштував дорого й переслідувалася контрабанда старожитностей. Більш того, протягом XVI століття у венеційському слововживанні термін «antiquario» істотно змінив своє значення: якщо в попередньому столітті прізвисько «Антиквар» мав Феліче Фелічіано і воно вказувало на його багаторічні античні вишукування в Римі, Равенні та по всій Італії, то в першій половині XVI століття цей термін означав не тільки збирача та знавця старожитностей, але й куратора колекції, торговця та оцінювача антиків. З 1551 року у феррарському дворі вперше з'явився штатний антиквар, який забезпечував зібрання старожитностей та допомагав їх оцінювати. Власне антикварні крамниці розташовувалися в Ріальто, поруч з ювелірами та міняйлами (сучасна вулиця Ruga Vecchia di San Giovanni та її продовження Rughetta del Ravano). Торгівля антиками не відокремлювалася від ювелірної справи й торгівлі коштовностями, а ділові та експертні навички антикварів та ювелірів, по суті, були однаковими. Ювеліри займалися не тільки камеями, коштовностями, отриманими шляхом розкопок, або монетами, а й великими мармуровими й бронзовими виробами: вазами, скульптурами та архітектурними деталями. Одним із знаменитих купців-антикварів Венеції був Алессандро Каравія. Він став відоміим як поет і гуманіст, який вийшов неушкодженим з інквізиційного дізнання. Як хорошого оцінювача старожитностей його описав П'єтро Аретіно. У 1555—1557 роках Каравію залучили для підбору коштовностей у корону венеційського дожа, яка в закінченому вигляді важила три з половиною фунти й була оцінена у 200 000 дукатів. Схожі послуги він надавав також родам Есте та Медічі, бувши їхнім багаторічним постачальником. Герцогу Козімо I Медічі Каравія продав античну кришталеву вазу за 400 скудо, одночасно пропонуючи живого леопарда. Каравія використовував грецьких контрагентів, які в 1558—1559 роках доставили йому з Афін дві партії з 9 і 14 античних мармурових скульптур. Ці антики він хотів продати герцогу Флоренції, заплатив за них 1000 скудо, але перепродати їх вдалося за 700, та й то тільки після тривалого торгу. Серйозним гравцем на антикварному ринку було також купецьке сімейство Таргоне, згадане в автобіографії Бенвенуто Челліні. Ця сім'я робила замовлення в Джорджоне й Тіціана.
У другій половині XVI століття мода на антикваріанізм поширилася всією Європою, але саме Італія сприймалася головним джерело поповнення колекцій, а Венеція отримала звання міжнародного антикварного майданчика. Венеційські колекціонери охоче розпродавали свої зібрання, що сильно стимулювало «апетити» можновладних персон за Альпами. З 1567 року, після смерті Вендраміна, його спадкоємці почали розпродаж його колекції. Леонардо Моченіго в 1575 році через фінансові труднощі також виставив на продаж частину своєї колекції статуй та монет. Якопо Страда, Нікколо Стоппіо та Ерколе Бассо перетворилися в продавців старожитностей загальноєвропейського масштабу. Страда продав баварському герцогу Альбрехту V зібрання старожитностей Андреа Лоредана (1492—1569 рр.) за 7000 дукатів, а також частину збірника Симона Дзено. Нікколо Стоппа працював переважно з Фуггерами. Навіть Тіціан і його син активно залучалися в той період герцогами Мантуї для роботи на антикварному ринку та для підбору колекції.

### Гуманістичний антикваріанізм в Священній Римській імперії
А. Л. Осипян виділяв особливості антикварного підходу до старовини в XV—XVI століттях, який відрізняв антикварів від гуманістів. Гуманістичне знання було переважно логоцентричним, сфокусованим на текстах. Антикварів цікавили матеріальні об'єкти, артефакти та інформація про минуле, яку можна взяти з цих, нетрадиційних для свого часу, джерел. Антиквари не довіряли літературній традиції, не любили богословської полеміки й мало цікавилися традиційною політичної історією. Хоча певною мірою антиквари брали участь у дискусіях про історичний скептицизм і віру. З точки зору А. Момільяно, традиційні історики дискредитували себе, обслуговуючи інтереси правлячих династій і церков. На антикварів, що перебували у всесвітньому надконфесіональному братерстві «Республіка вчених», ця недовіра не поширювалася.

#### Німеччина: Ренанус і Геснер

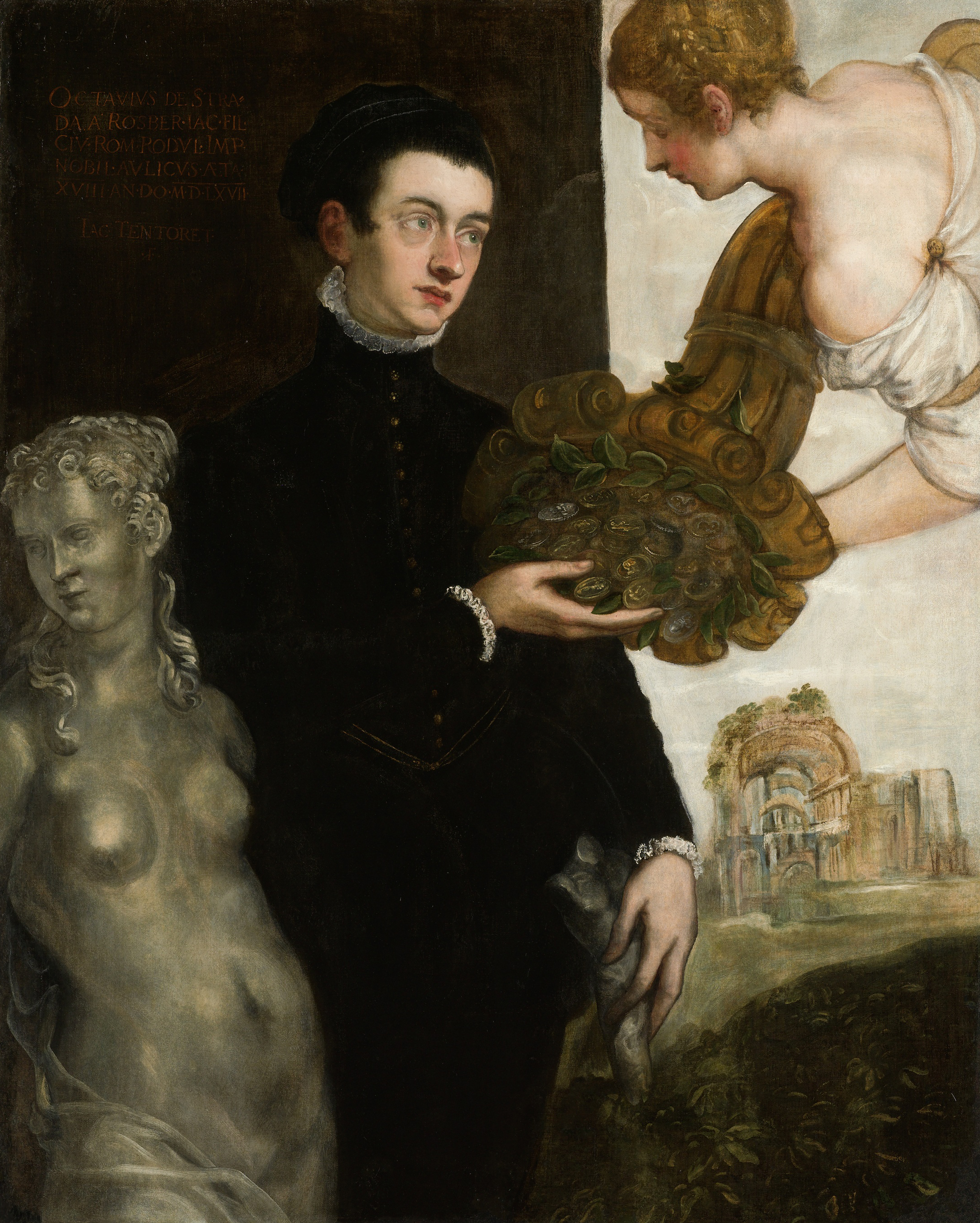
Тінторетто. «Фортуна вручає ріг достатку Оттавіо Страда.» 1567 рік, полотно, олія, 128 × 101 см. Амстердам, Державний музей

В організаційному відношенні антиквари Священної Римської імперії залежали від італійських гуманістів. Мантуйський гуманіст-нумізмат Якопо Страда був найнятий в Аугсбург для упорядкування колекції Фуггерів, а далі був запрошений Максиміліаном II до Відня. Після організації Віденської Кунсткамери в 1566 році Страда отримав звання придворного антиквара. Рудольф II викликав Страду в Прагу, де він також упорядковував зібрання старожитностей. Його син Оттавіо Страда продовжив справу батька.
Класичний метод гуманістичного антикваріанізму дозволив знаменитому текстологу Беатусу Ренанусу створити «Історія Німеччини в трьох книгах» (1531 рік, друге видання 1551 року). Головним завданням Ренануса було вирішення питання про відносини між древніми германцями та Римською імперією. Для цього слід було дізнатися точні назви й кордони римських провінцій на території Німеччини. Сам Ренанус дуже пишався тим, що зміг раз і назавжди з'ясувати те, які німецькі землі входили до складу імперії, а які залишалися незалежними. Ренанус закінчив дискусію про місце розгрому Квінтілія Вара в Тевтобурзькому лісі (у Вестфалії між Падерборном та Оснабрюком). Для протестантських істориківАрміній та його перемога над римлянами були передбаченням сучасної боротьби між німецькими князівствами та Католицькою церквою. Для подальшого розвитку німецької самосвідомості величезну роль зіграло те, що бій Армінія та Вара відбувся поза межами Римської імперії, тобто був доказ того, що германці відстояли рідну землю й не змирилися з римським ярмом. Ренанус спробував використовувати класичний метод опису античності й роботу з джерелами стосовно «варварів»: він намагався описати мову франків, їхні звичаї (аж до одягу й зачісок) та законодавство, використовуючи, як основний засіб для цього, цитування джерел. Розповідь була доведена до Карла Великого та заснування імперії Оттонів, оскільки їхні держави були попередниками сучасної Ренанусу німецької державності. Третя книга присвячена Райнській області, її мешканцям і численним текстологічним спостереженнями. Важливими аспектами сюжету були прогрес цивілізації в Німеччині та історія міст. Дуже велике місце присвячено тут батьківщині історика — Селесті.
Метод антикварів-гуманістів Італії був повною мірою сприйнятий швейцарським ученим Конрадом Геснером, який створював енциклопедичні зібрання з різних галузей природничої історії та гуманістичного знання. Класичний статус отримав його об'ємний труд «Bibliotheca universalis sea catalogas omnium scriptorum locupletissimus in tribas linguis , Graeca, Latina et Hebraica etc.» («Загальна бібліотека, або Загальний рясний каталог творів трьома мовами — грецькою, латинською та єврейською й ін.», 1545—1555 рр.) — каталог усіх латинських, грецьких та єврейських авторів, які колись жили, з назвами їх творів. Також йому належав трактат «Мітрідат, або Про різні мови» (1555 р.), в якому перераховувалися 130 мов з перекладом Господньої молитви 22 мовами, та п'ятитомна «Історія живих істот» («Historiae animalium») — перелік всіляких слів і контекстів, пов'язаних у класичній культурі з усіма відомими тваринами, птахами, рибами й плазунами. Іншими словами, в його працях підтримувався основний гуманістичний принцип — поміщення всіх наявних деталей в одну працю. Частково використовувати цей метод спонукало знайомство з візантійськими компендіумами — енциклопедією Суди (вперше надрукована в 1499 році) та «Бібліотекою» Фотія. Остання була доступна Геснеру тільки у вигляді рукопису, хоча він дуже високо оцінював цю праці. Уперше «Бібліотеку» надрукували лише в 1601 році. Також Геснер не знав про існування повного біблійного конкордансу, складеного Євфалією Родоським близько 1300 року.

#### Нідерланди: Юст Ліпсій
Знаменитий філософ і філолог Юст Ліпсій змолоду займався грецькими й латинськими античними текстами, які спонукали його вивчати буденні для стародавніх письменників речі та явища, а також забуті культурні традиції. Він склав кілька граматичних і лексичних коментарів, довідник за римськими іменами тощо. У Лейдені вийшов його довідник із римських монет, призначений для навчальних цілей. Поступово це призвело вченого до словесної та навіть графічної реконструкції культури й побуту давнини. У результаті в останній період свого життя, між 1593—1606 роками, він опублікував кілька новаторських для тієї епохи творів, початих трактатом «Про хрест», в якому досліджував усі різновиди римської страти через розп'яття, які супроводжувались вкрай натуралістичними ілюстраціями. З цим текстом безпосередньо пов'язаний трактат про амфітеатри, в яких страчували християн, а також трактат про Сатурналії та гладіаторські бої, які організовувалися на це свято. Від опису одиничних культурних феноменів Ліпсій поступово перейшов до комплексного осмислення найважливіших складових античної культури — військової справи та релігії. Наслідком роботи були трактати про римську армію (побудований у вигляді коментаря до Полібія, так званий «Поліоркетікон») і книга про весталок, опублікована в 1602 році. 1600 року Ліпсій виклав свій метод у розлогому листі якомусь Ніколя де Екевілю. Учений наполягав на необхідності добре знати не тільки історичні події, а й розбиратися в географії та хронології. Кінцевою метою історика проголошувалося написання насиченої та короткої загальної історії, далі заглибитися в хронологію та лише потім намагатися працювати з подробицями. Юст Ліпсій розділяв міфи та історію, причому власне історію поділяв на природну (Naturalis) і наративну (Narrativa).

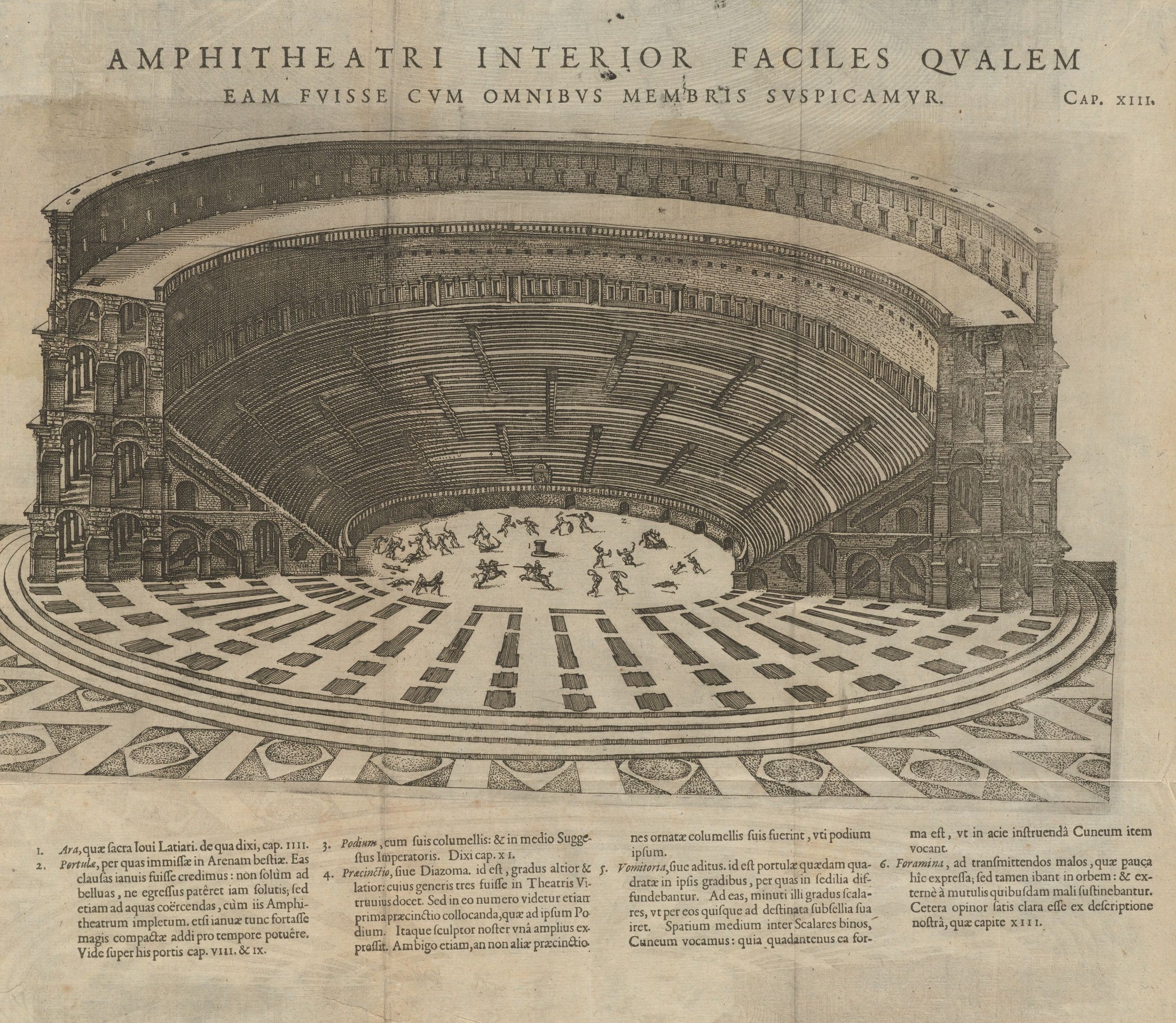
Влаштування римського амфітеатру. Гравюра з видання «Ivsti Lipsi ad Iac. Monavivm epistola», 1592 рік

Ліпсій у 1598 році опублікував трактат про всі давньоримські досягнення («Admiranda sive de magnitudine Romana libri quattuor ad Serenissimum Principem Albertum Austrium»). З його точки зору спадкоємицею давньої Римської імперії виступала Священна Римська імперія германської нації. Не випадкова й посвята праці ерцгерцогу Альбрехту Австрійському. У назві був використаний герундій «admiranda» (буквально «гідне захоплення»), що вказувало на мету автора: викликати в читача захоплення перед величчю древньої цивілізації та розкрити перед очима новоєвропейських правителів вічний зразок для наслідування. Видання включало 255 сторінок і може розглядатися як відображення власного досвіду Ліпсія в Римі та фокус його антикварних інтересів, але також може бути інтерпретовано як свого роду путівник для пілігрима-гуманіста.
Для Ліпсія, як і для всіх гуманістів, античність не була стародавньою історією, яка до сучасності не має відношення, — це був вічно живий зразок і приклад, яким можна було керуватися навіть у повсякденному житті. Крім порад правителям, як організувати життя їхніх підданих, найважливішим завданням Ліпсія був пошук засобів об'єднання інтелектуалів. Це й спонукало його створити трактат «Про бібліотеки», що був побудований в жанрі синтагми, як і багато інших його творів. Це послідовне викладення підібраних і систематизованих відомостей про якийсь предмет, у цьому випадку всі відомості про стародавні бібліотеки, витягнуті з пам'ятників греко-римської словесності. Розташувавши їх у хронологічному порядку від Стародавнього Єгипту до загибелі Римської імперії та полегшивши цим роботу з дослідження вченим наступних поколінь, Ліпсій підкреслює, що його головною метою було показати гідні зразки тим, хто буде займатися складанням та організацією нових громадських бібліотек Європи. Це виражало основний принцип антикваріїв-гуманістів — «similitudo temporum» («схожість часів»). Іншими словами, належне розуміння всіх аспектів давнини, включаючи побутові звичаї, цілком здатне забезпечити потреби сучасності. Це повинно було забезпечувати вирішення найважливіших філософських і педагогічних задач, а саме примирити античну язичницьку та новоєвропейську християнську мудрість.

### Антикварії Англійського королівства
У XVI столітті антикварні тенденції досягли Англії. 1533 року Джон Ліланд був призначений «королівським антикваром» і йому було доручено пошук англійських старожитностей, мав доступ до бібліотек усіх соборів, аббатств і коледжів. Ліланд прагнув написати всеосяжне дослідження місцевої англійської історії, для чого особисто відвідав всі місця, які прямо або побічно згадувалися у відповідних легендах. Його робота передбачала перевірку всіх відомостей письмових джерел з матеріальними слідами — будівлями, руїнами, монетами, надгробками тощо. Передбачалося також видання загальної карти Англії та детальний опис її топографії. Така програма була об'єктивно неможливою для виконання однією людиною, вона реалізовувалася цілими поколіннями англійських вчених. Проте від Ліланда залишилися ємкі записні книжки («Ітінерарії»). Завершенням цієї тенденції стала праця «Британія» Вільяма Кемдена (1586—1606 рр.). У трактаті розповідалося про римську, англосаксонську та нормандську Британію, основаних на письмових свідченнях, знахідках стародавніх знарядь, монет, похованнях тощо. У додатку був покажчик історичних назв, узгоджений із сучасною топонімікою. В. Звєрєва зазначала, що твори Ліланда й Кемдена істотно відрізнялися від гуманістичних компендіумів попереднього періоду. Гуманістична енциклопедія замислювалася як нове дослідження, проведене на основі різних творів попередників. Антиквари XVI століття, зберігши принципово важливе місце наративних джерел у структурі дослідження, поставили нарівні з ними самостійний збір відомостей. Роль емпіричного знання обґрунтовувалася посиланням на «Відновлений Рим» Бьондо, в якому представлявся топографічний та історичний огляд Апеннінського півострова. Ліланд, Кемден та їхні сучасники також починали роботу з подорожі задля особистої присутності в пам'ятних місцях, що допомагало точному опису вцілілих пам'яток і сполученню минулого із сьогоденням. Представляючи свою працю королю Генріху VIII, Ліланд писав:
Я так багато подорожував Вашими володіннями і берегами, й серединними землями, не шкодуючи ні праці, ні грошей, протягом шести років, що не залишилося ні мису, ні затоки, ні гавані, струмка, річки або місця злиття річок, пролому в землі, озера, заболочених вод, гір, долин, боліт, пусток, лісів, мисливських угідь, міст і поселень, замків, манорів, монастирів, або коледжів, яких я б не побачив. І, відвідуючи їх, я знайшов цілий світ вельми визначних речей.

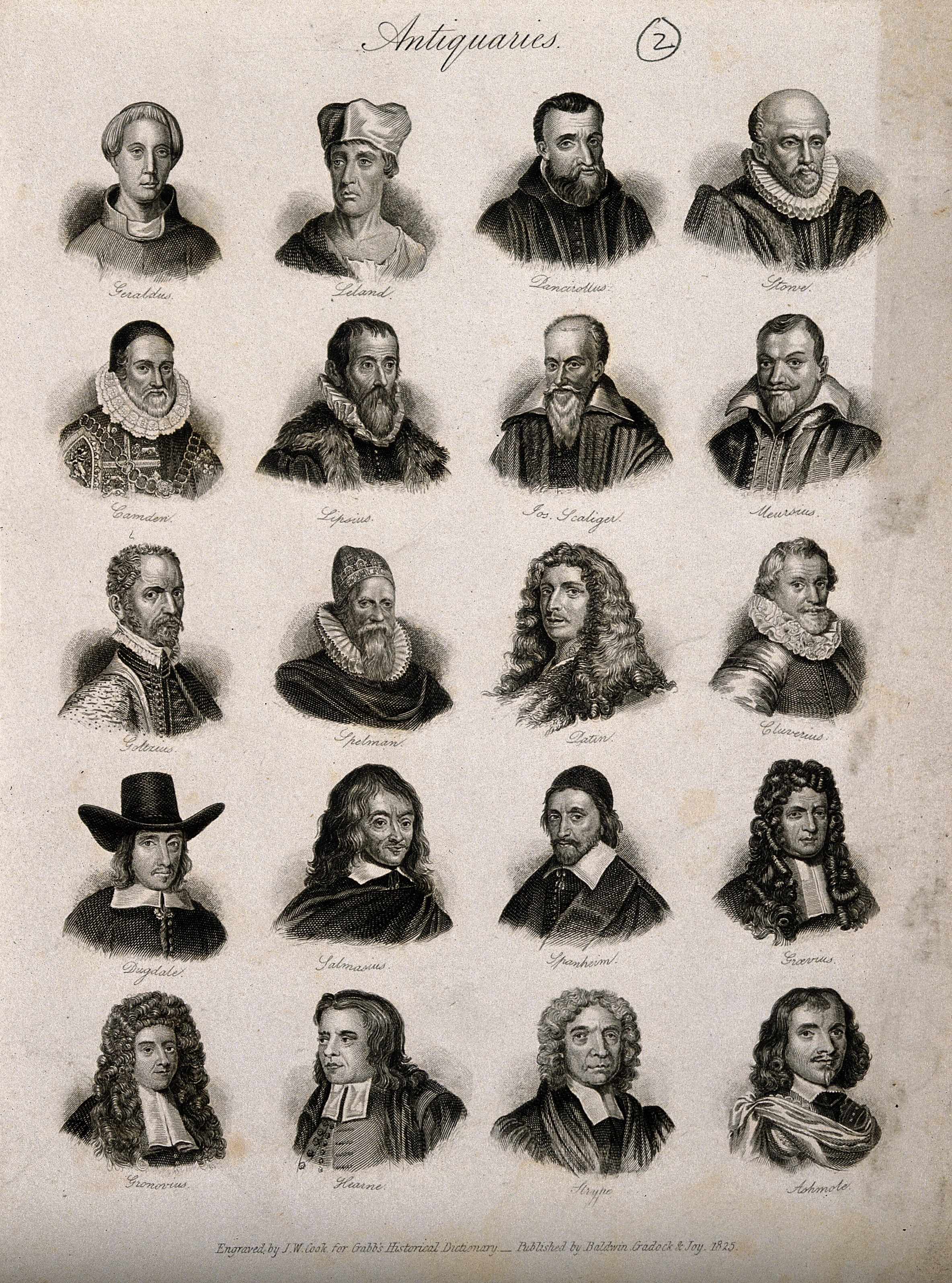
Двадцять видних антикварів. Зліва направо зверху вниз: Геральд Камбрійський, Джон Ліланд, Гвідо Панчіролі, ; Вільям Кемден, Юст Ліпсій, Жозеф Жюст Скалігер, ;, Генрі Спелман, Шарль Патен, Філіп Клювер;,, Фрідріх Шпанхайм, Йоганн Георг Греффе; Якоб Гроновіус, Томас Хирн,, Еліас Ешмол. Ілюстрація з: G. Crabb, Universal historical dictionary, London, 1825

Проте, опубліковані праці Ліланда сучасники вважали невдалими. Емпіричний принцип, покладений в основу його енциклопедії, був донауковим, але навіть у такому вигляді насилу сприймався читачами, оскільки замість зв'язної розповіді (історичні та літературні тексти ще слабо відрізнялися один від одного) автор робив акцент на самих відомостях — фактах і даних. Цього принципу доводилось дотримуватися навіть у природничо-історичних текстах: емпіризм доводилося викладати у формі, звичній читачеві. Новаторство Ліланда в цьому не слід перебільшувати: матеріал був розподілений не за алфавітом і не за розділами, а за територіальним принципом. Ліланд мріяв про те, щоб пізніше за прикладом «Ітінерарію» була б написана історія Англії, розділена на «стільки ж книг, скільки є в Англії графств, а також графств і володінь у Вельсі». Територіальний принцип організації матеріалу в історичних і географічних творах зберігався згодом, після появи систематичного принципу організації матеріалу в наукових працях.
Новаторський твір, оснований на особистому досвіді автора, не сприймався аудиторією. В. Звєрєва писала, що праці французького натураліста П'єра Белона, сучасника Ліланда, були дуже близькі до «Ітінераріїв». Французький учений подорожував по Туреччині, Греції, Палестині, Єгипті та Синайському півострові, описав безліч видів риб і птахів, але використовував при цьому особистий досвід, а не книжну традицію. У працях Геснера, навпаки, цього особистого досвіду майже не було, зате було безліч девізів, написів на гербах, навіть кулінарних рецептів, у яких зустрічалися назви тих чи інших біологічних видів як ключові. Хоча Белон досліджував досі невідомі види риб і навіть запропонував їхню систематику, його роботи не відповідали очікуванням читацької авдиторії, що отримала гуманістичну освіту, та не були відомими. Однак праці ранніх британських антикварів мали виражене практичне застосування. Систематичне становлення британського антикваріанізму прийшлося на епоху реформації, коли відбувалося захоплення та перерозподіл церковних земель і розпуск і руйнування монастирів. Діяльність антикварів дозволяла зберігати документи, які раніше не потрапляли в поле зору істориків, а також вводила в науковий обіг відомості з джерел, яким загрожувало зникнення. Існувало й пряме замовлення влади на прийнятну версію минулого (обгрунтування легітимності династії, так званий «Тюдорівський міф», а також спадкоємність від античних греків і римлян). Хорографічні описи надавали достовірну інформацію про історію володіння тими чи іншими землями, а також про права власності тих чи інших родів і сімейств, підкріплену посиланнями на різноманітні документи.
У 1572 році В. Кемден і його учень сер Р. Коттон організували «Колегію збереження вітчизняних старожитностей». Офіційно ця спілка не була затверджена ні королевою Єлизаветою, ні її наступником Яковом I, оскільки влада угледіла в організації колегії опозиційні політичні цілі. Пам'ятником цій спілці був «Збірник цікавих відкриттів видних антикварів», опублікований значно пізніше.

## Антикваріанізм епохи наукової революції

### Напередодні наукової революції: абат Пейреск

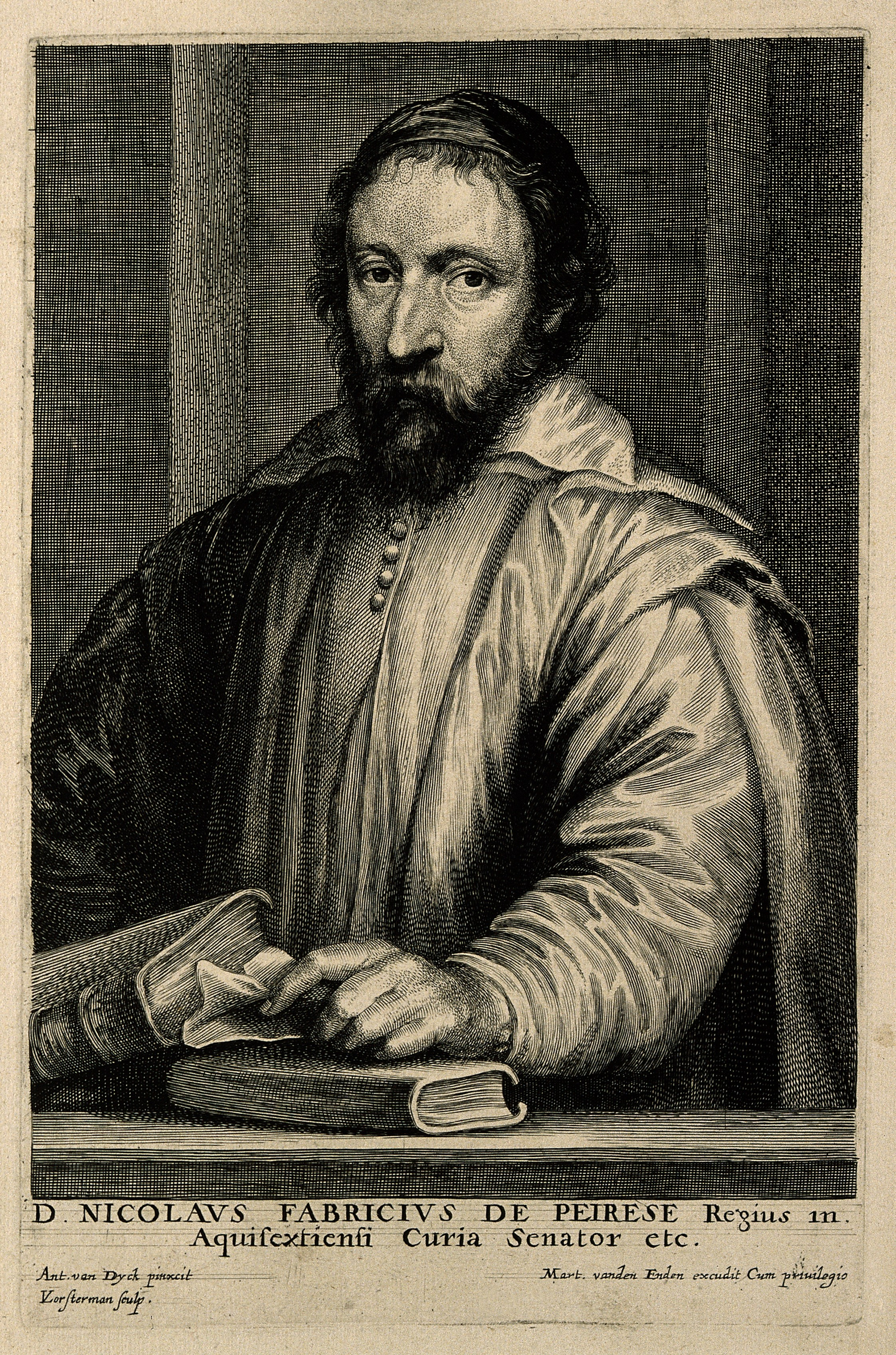
Абат Фабрі де Пейреск. Гравюра (1646 р.) з оригінального портрета ван Дейка.

Головним центром європейського антикваріанізму другої половини XVI століття був римський двір кардинала Алессандро Фарнезе. Його вчені-клієнти та друзі протягом трьох десятиліть представляли авангард антикваріанізму — це були Пірро Лігоріо, Онофріо Панвініо, Фульвіо Орсіні, Антоній Августин, Альфонсо, Педро Чакон і Антоніо Бозіо. П. Міллер стверджував, що їхньою головною інновацією стало розширення меж науки, але особливо те, що вони зробили матеріальну культуру давнини актуальною для їхнього власного часу. Після 1600 року центр європейського антикваріанізму змістився до Франції, Нідерландів та Англії. Яскравим представником французького антикваріанства був Ніколя-Клод Фабрі де Пейреск.
Абат Фабрі де Пейреск був найважливішим представником антикваріанізму переломної епохи. Він походив із багатої та знатної провансальської сім'ї, успадкував майно та пост радника Парламенту Провансу, здобув юридичну освіту, але його інтереси з юності охоплювали всі галузі тодішнього знання — від астрономії до зоології, але з переважанням дослідження старожитностей. Головним його наставником став Джан Вінченцо Пінеллі, який побачив у 18-річному французові свого наступника та «світоча» (за висловом Ґассенді). Через слабке здоров'я він переважно жив у родовому маєтку та спілкувався листуванням, в результаті став центральною фігурою в «Республіці вчених», аж до того, що сучасники величали його «Князем вчених» або «Генеральним прокурором» Республіки. Він не опублікував за життя жодної наукової роботи, але зберігся його архів, вивчаючи який А. Момільяно прийшов до висновку, що Пейреск — «архетип всіх антикварів». Його діяльність складалася з написання понад 10 ємких послань на день, адресованих сотням кореспондентів, у яких ставилися й вирішувалися питання різного масштабу. Пейреска цікавило все — від вулканів до комах; йому доводилося вирішувати задачу збереження шкіри нільського крокодила, який був намочений морською водою під час корабельної аварії. У своїх кореспонденціях він міг одночасно наставляти місіонерів-єзуїтів як використовувати секстанти й телескопи для вимірювання руху супутників Юпітера та місячних затемнень, та, одночасно, як заміряти стародавні вази. Як антиквар Пейреск був одним із перших учених, які звернулися до досліджень посткласичного світу. Дослідження римських катакомб і раннього християнства почалося Антоніо Бозіо в 1580-ті роки. А вчителі Пейреска, французькі юристи Теодор Годфруа та Антуан Дюшес, вперше стали досліджувати те, як римське право перетворювалося в сучасне їм французьке законодавство.
Вивчаючи старожитності, Пейреск вперше зробив «тривимірне» (за висловом П. Міллера) дослідження. Він не просто вивчав стародавні й середньовічні тексти та замовляв їхні копії — його цікавив матеріальний носій цих текстів та його особливості. Наприклад, працюючи в паризькому абатстві Сен-Віктор, він знайшов грамоту XVI століття, яку послідовно доповнювали з 1506 по 1591 роки різними почерками, й відразу звернув увагу на ці почерки, форму й зміст друку та інше. З англійськими журналістами він обговорював питання кодикології, та, отримавши з Кіпру рукопис «Еклог» візантійського імператора Костянтина VII, відправив її Гуго Гроцію не переплетеною, щоб він оцінив її первісний формат і фальцювання аркушів. Створивши метод наукового опису предмету, базову технологію антикваріанізму, Пейреск прагнув представити не тільки опис, але й вид предметів, що вивчаються, та регулярно замовляв у художникыв точні замальовки тих чи інших об'єктів. Це робило схожою його діяльність з «Музеєм-картотекою» Кассіано Даля Поццо. Пейреск при цьому не прагнув уявити, як виглядали печатки або камеї в цілому вигляді: малюнки, що збереглися, наприклад, фіксували розбиті печатки. П. Міллер стверджував, що Пейреск, таким чином, був на початку зародження «культу руїн».

### Рубенс, Пейреск та антикваріанізм

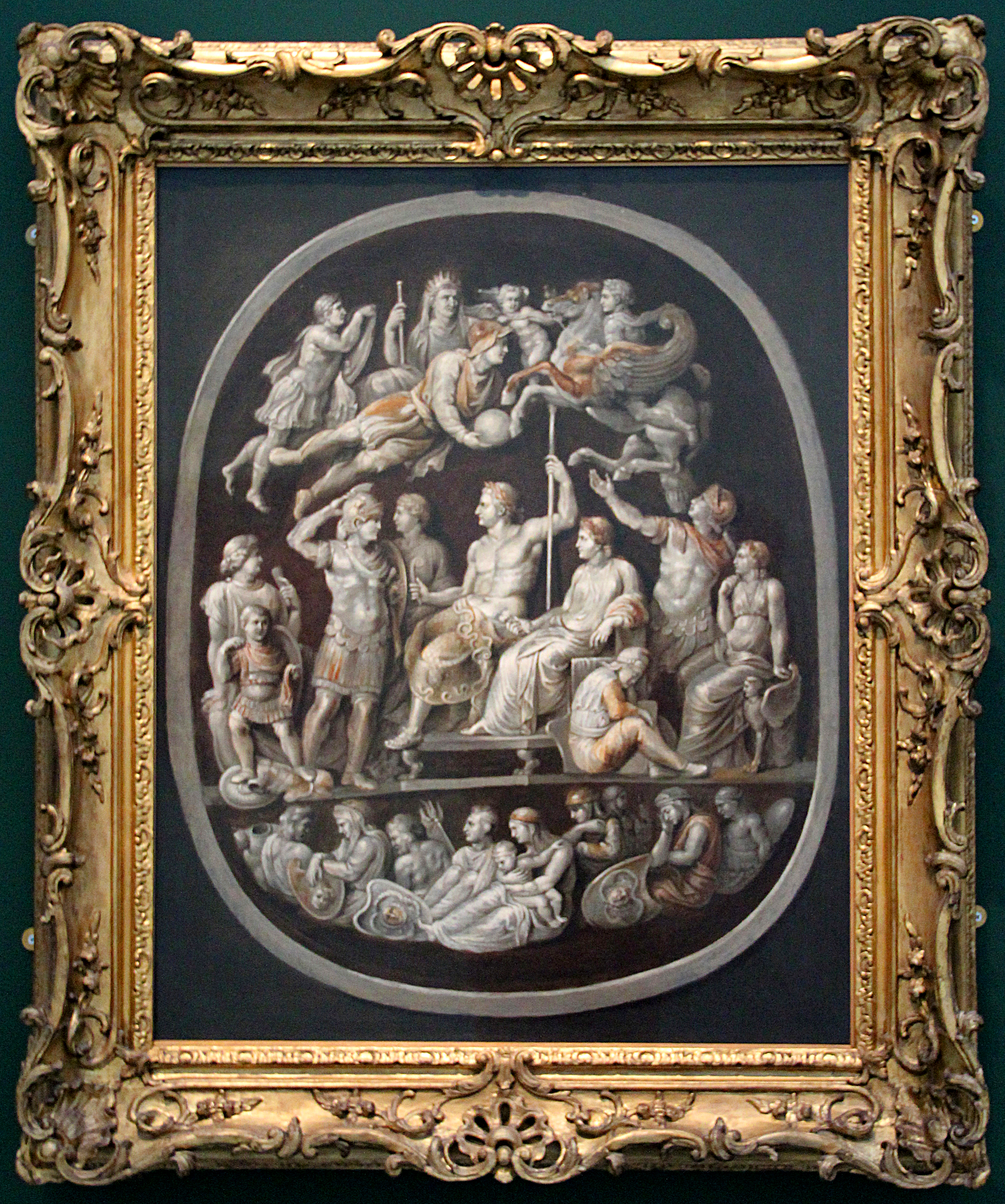
, мальовнича розшифровка Рубенса. Полотно, олія 100 × 82,6 см. Оксфорд, Музей Ашмола

Пітер Пауль Рубенс, будвши не тільки відомим художником, але й інтелектуалом, в молодості спілкувався з послідовниками та учнями Юста Ліпсія, одним із яких був його власний брат Філіп. У листуванні Рубенса є багатосторінкові описи форми й способів застосування античних триніжків, зображень на античної срібній ложці та інше. У зв'язку зі своїм зацікавленням гліптикою, Пейреск замовляв у Рубенса робити розшифровку сюжетів мініатюрних античних зображень і відтворювати їх на полотні маслом. Іноді ці зображення були сумнівні з точки зору тодішньої моралі: так, в листі від 3 серпня 1623 року Рубенс писав абату, що взявся розшифрувати камею із зображенням божественної вульви з крилами метелика. Були й більш піднесені сюжети: коли Пейреск виявив у скарбниці Сент-Шапель «Гему Тиберія», він, доручивши Рубенсу її дешифрувати, надалі планував спільно виконати ілюстрований альбом гем, що так і не здійснилося. Об'єднували їх також інтереси іншого роду: за кресленнями Корнеліуса Дреббеля та порадами Пейреска Рубенс виготовив якийсь пристрій, який називав «вічним двигуном», хоча, судячи з описів, прилад більш нагадував термометр; неушкодженим він був доставлений Фабрі де Валаве — брату абата. Про довіру та метод роботи Пейреска й Рубенса свідчить лист абата від 15 липня 1622 року:
… з'явився візник і привіз мені … скриньку з моїми свинцевими виливками та восковим відливом голови Демосфена. Я надзвичайно вдячний Вам за цю прекрасну рідкісну річ, особливо для мене цінну, тому що вона дає мені пояснення однієї посередньої геми із сердоліку, яку я привіз із Риму, із зображенням тієї ж голови та з такою ж, не знайомою мені до сих пір, зачіскою. Я не сумніваюся в тому, що голова ця антична, однак, зізнаюся, мені здається дещо дивним, що такий цінний пам'ятник вдалося вивезти з Риму, де його можна було б продати за тисячу скудо. Мені хотілося б знати … чи задовольняють Вас букви напису, де омікрон одного розміру з іншими; таке взагалі зустрічається, але в тому столітті рідко. Я знав старого болонського антиквара Гуїллельмо Джозеппо де Велі, який чудово розбирався в хороших речах. Він сказав мені, що бачив деякі з античних гем, пізніше оприлюднених Фульвіо Урсіно, коли на них ще не було ніяких написів, і що написи були викарбувані на них вже потім. Сам Урсіно наказав висікти на деяких з них написи, які йому заманулося, та антиквар його за це дуже насварив. Усе це між нами.
Антикварні інтереси дозволяли Рубенсу знаходити зв'язки в королівських дворах, особливо англійському. 1625 року художника відвідав герцог Бекінгем і, захоплений зібраною ним колекцією, викупив її за 100 000 флоринів. Цю колекцію Рубенс почав збирати під час 8-річного перебування в Італії на праці у дворі герцога Гонзага, далі в 1618—1619 роках листувався з англійським державним діячем і художником-аматором Дадлі Карлтоном. Його колекцію антиків Рубенс оцінив у 6850 золотих флоринів і запропонував оплатити їх 12-ма своїми картинами, шанувальником яких був Карлтон. Операція була здійснена, художник отримав 21 велику, 8 «дитячих» та 4 поясних скульптури, 57 бюстів, 17 п'єдесталів, 5 урн, 5 барельєфів і набір інших предметів. Вони були розміщені в його домашній ротонді «з порядком і симетрією». 1626 року Рубенс особисто доставив Бекінгему зібрання, за описом там значилося: 19 картин Тіціана, 2 — Корреджо, 21 — Бассано, 13 — Веронезе, 8 — Пальма, 17 — Тінторетто, 3 — Рафаеля, 3 — Леонардо да Вінчі, власних творів Рубенса — 13, Ганса Гольбейна Молодшого — 8, Квентіна Массейса — 1, Снейдерса — 2, Антоніса Мора — 8, Вільгельма Кея — 6. Також 9 статуй з металу, 2 статуї зі слонової кістки, 2 мармурові статуї та 12 ящиків з гемами.

### Антикваріанізм та створення нової картини світу

#### Беконі раціоналізм

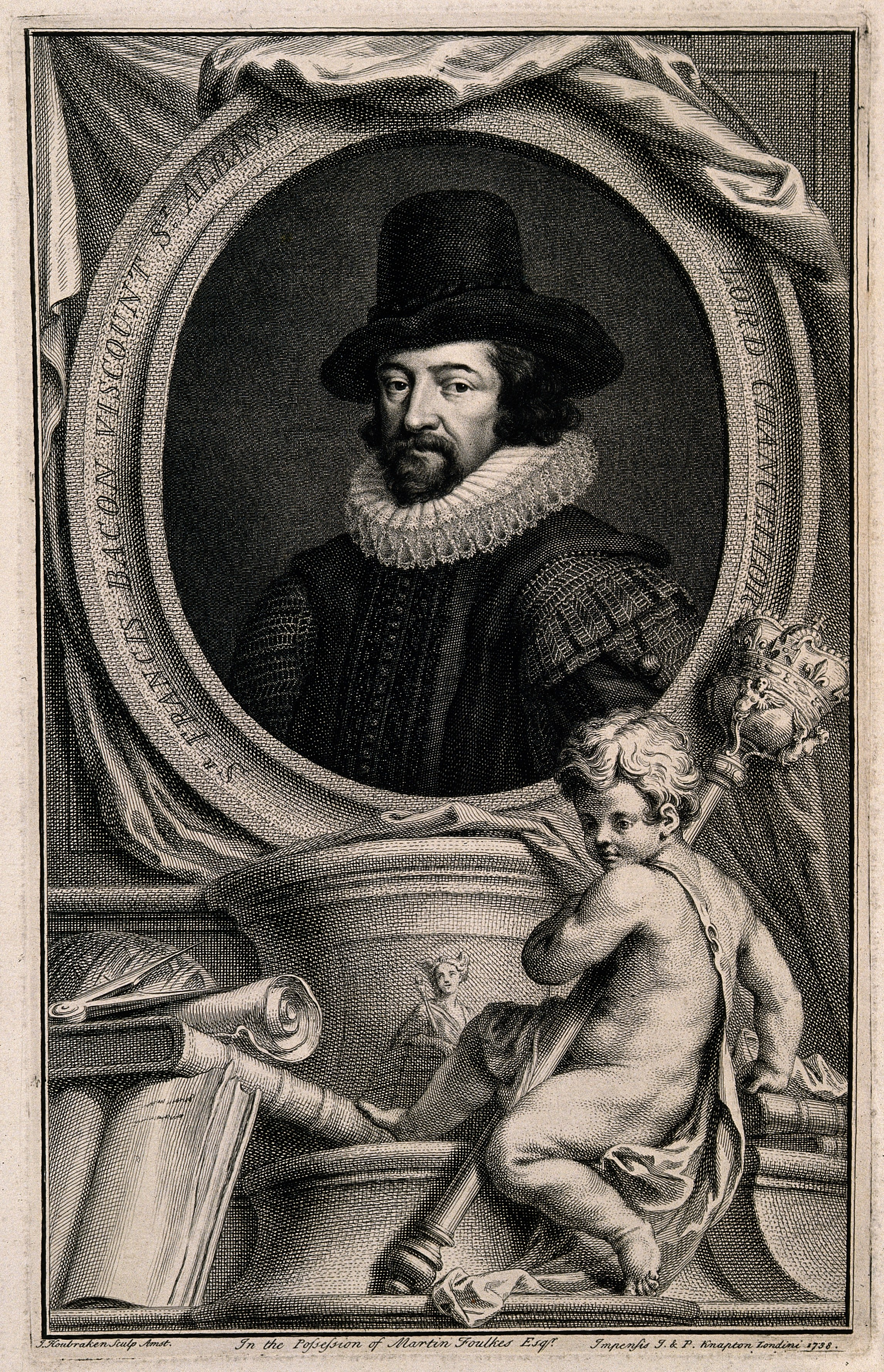
Френсіс Бекон, віконт Сент-Олбанський.

Нове ставлення до антикваріанізму фіксується серед європейських мислителів уже з початку XVII століття. Френсіс Бекон характеризував роботу антикварів наступним чином:
Коли спогади про події вже зникли, а самі вони майже повністю поглинені безоднею забуття, працьовиті й проникливі люди, попри це, з якоюсь дивною наполегливістю та скрупульозною ретельністю намагаються вирвати з хвиль часу й зберегти хоча б деякі відомості, аналізуючи генеалогії, календарі, написи, пам'ятники, монети, власні імена та особливості мови, етимології слів, прислів'я, перекази, архіви та всякого роду знаряддя (як громадські, так і приватні), фрагменти історичних творів, різні місця в книгах, зовсім не історичних.
Тобто, згідно з Беконом, антикваріанізм мав подвійне значення. З одного боку, робота антикварів була поважна, бо полягала в інтелектуальних пошуках. З іншого, предмет антикваріанізму був гранично далекий від справжньої науки — дослідження природи. За Беконом, завданням науки є відкриття істини, прихованої в речах. Наука має практичне значення — вона веде до панування над створеним світом і в перспективі — до нової Золотої доби. Бекон зазначив, що існує схожість у прийомах антикварів і вчених, які вивчають природну історію, оскільки обидві науки були засновані на знанні про індивідуальне, окремі події та феномени, і спиралися на пам'ять людини та її здатність зберігати спогади.
За П. Міллером відмінність істориків XVI—XVII століть від антикварів полягало в тому, що історики, як правило, переписували та збирали стародавні письмові джерела, тоді як антиквари порівнювали дані з текстів із матеріальними залишками старовини та могли ставити й вирішувати питання, недоступні з інших точок зору. Фактор емпіричного спостереження також дозволяє пояснити те, чому антиквари з часів Відродження мали безліч досягнень не тільки в гуманітарних, а й природничо-наукових дисциплінах. Наприклад, Фабрі де Пейреск, зацікавившись технологією виробництва стародавніх триніжків, відвідував паризьких ювелірів і спостерігав за їхньою роботою, роблячи докладні записи. При цьому Пейреск, безсумнівно, не міг оцінювати свої астрономічні роботи як ті, що належать до сфери антикваріату, проте, з точки зору пізнавальних методів, схожого там було набагато більше, ніж відмінностей. Роберт Гук, чиє коло спілкування та інтереси до певної міри нагадували Пейреска, для емпіричного пізнання природи використовував поняття англ. natural antiquary. Сам Пейреск для своїх інтелектуальних занять вживав термін фр. rechercher — «вишукувати» (в юридичному сенсі — «проводити слідство»), але сам себе ніколи не називав «дослідником». Натомість він використовував складний для перекладу термін «curieux», який одночасно означав людину, що цікавиться чимось, і людину, що збирає ті або інші предмети, колекціонера взагалі.
Роботи Бекона значно впливали на інтелектуальну культуру XVII століття, але вже в другій половині століття, коли були повністю сприйняті. Не дивно, що антикварні тексти, витримані в дусі класичного гуманістичного методу, продовжували створюватися аж до 1660-х років. Відмінності накопичувалися поволі: антикварне знання XVII століття було прямим продовженням ренесансного гуманізму та основувалося на дослідженні латинської та грецької літератури, розробці критичного методу інтерпретації текстів та класифікації фактів. Для всіх гуманістів класична античність була недосяжним зразком чесноти, мудрості та стилю. Однак саме утопія реставрації античності дала гуманістам усвідомлення марності цієї діяльності: послідовне й глибоке занурення в старовину призвело до усвідомлення непереборного кордону між язичницьким і християнським світом. Розуміння та інтерпретація текстів надали можливість пізнати незнайому культуру; на цьому базувався метод історичного розвитку мови. Першим прикладом є викриття «Констянтинового дару» Лоренцо Валли. До середини XVII століття багато сучасників відмовилися від простого відтворення класичних текстів і прагнули реконструювати соціальні й культурні контексти стародавнього суспільства.

#### Англійський антикваріанізм і беконіанство

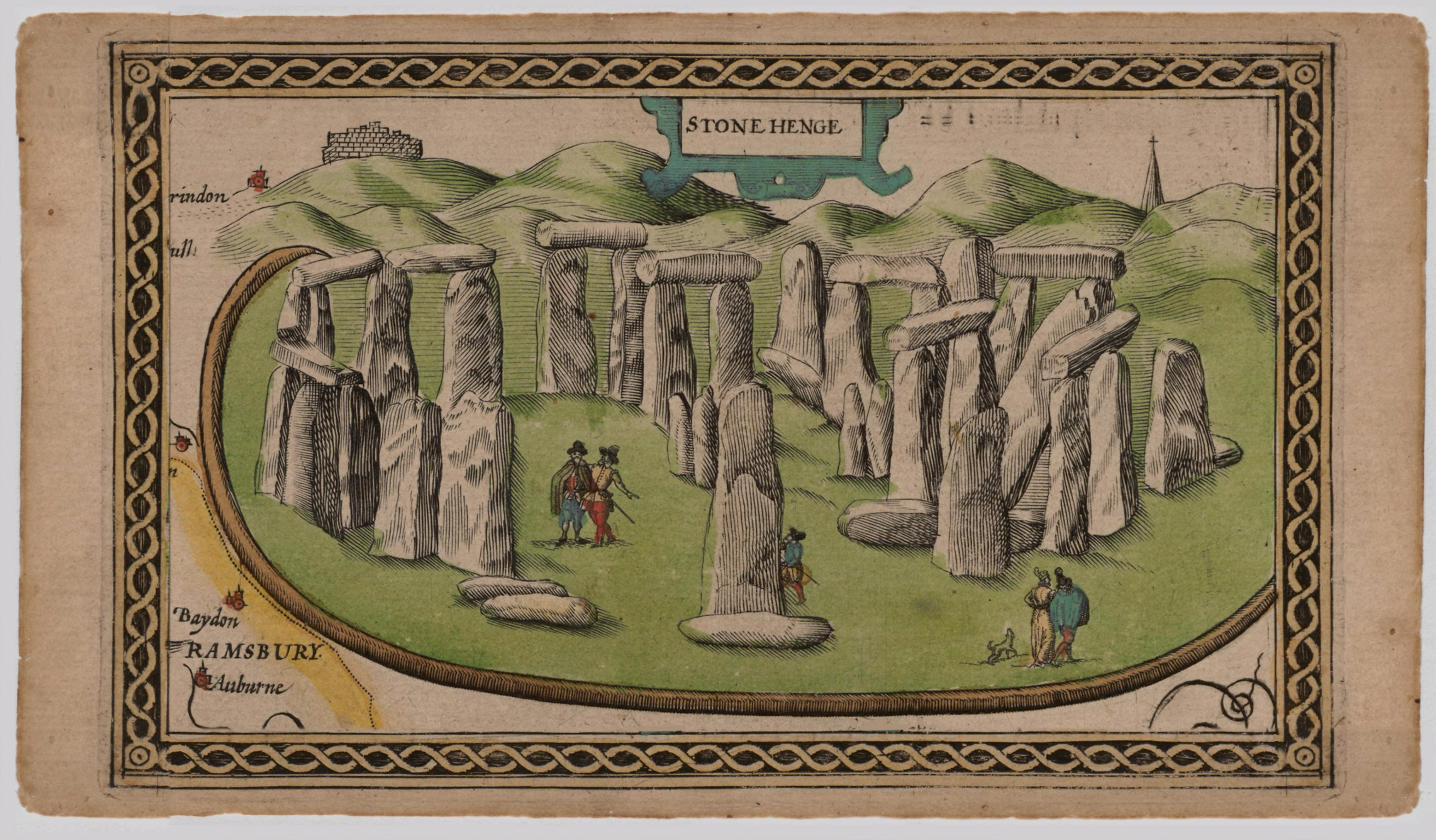
Зображення Стоунхенджа з трактату «The theatre of the empire of Great Britaine: Presenting an exact geography of the kingdomes of England, Scotland, Ireland», 1611 рік

Антикваріанізм не був галуззю історичної науки, що проявлялося у впорядкуванні знань про минуле. Зберігався наратив, орієнтований на знання про землю. 1656 року вийшов трактат Вільяма Дагдейла «Старожитності Ворикшира». Дагдейл, перебуваючи в складі Колегії герольдів, збирав лицарські девізи й герби, зафіксовані на стінах церков, надгробках, зброї та обладунках. В. Звєрєва вважала, що цей твір виявився останнім такого жанру в Англії — це знову був величезний каталог відомостей, виписок і спостережень; в ньому були володарів, привілеї власників маєтків тощо. Міста й маєтки описувалися відповідно до природного поділу землі, тобто руслами річок. Знання про минуле було невіддільною частиною конкретного місця, а саме минуле було матеріальним, мало форму, колір, запах та інше, тобто минуле уявлялося вічним і присутнім безпосередньо. В. Звєрєва так характеризувала антикварний погляд на історію:
В інтерпретації антикварів історія виглядала як статична, позбавлена внутрішніх переходів і якісних змін, вона уявлялася як сума подій, й особливого розрізнення між культурами віддалених епох автори не проводили.
Беконівський переворот в антикваріанізмі припав на 1660 рік, коли вийшов твір Джошуа Чілдрея «Беконівська Британія». Знання про минуле зближалося зі знанням про природу. Якщо в трактаті Дагдейла природничо-історична суть взагалі була відсутня, то в книзі Чілдрея матеріал описувався за графствами всього острова Британія. 1662 року Т. Фуллер в «Історії пам'яток Англії» описував історичні свідчення, старожитності, плоди «механічних мистецтв» і природні чудеса. Р. Плот у 1670—1680-ті роки випустив «Природні історії» Оксфордшира й Стаффордшира, в яких старожитності описували в останніх розділах, які були туди включені «всупереч Бекону», як поступка власній схильності та смаку читачів. Змінилася й мова творів: більше уваги стало приділятися застосуванню аналітичного методу та інтерпретацій. Антиквари ставали членами наукових товариств, але була й зворотна тенденція: Роберт Плот спочатку прославився як хімік, а лише потім почав займатися дослідженням антикваріату. Твори Плота планувалися як зразок для наукового опису всіх земель Британії: потрібно було скласти карту кожного графства, зібрати відомі види й всі окремі природні явища, спробувати пояснити природу незвичайних феноменів, і, таким чином, зібрати величезний музей, куди б «помістилася вся Британія» з її корисними речами та цікавинками. За таким методом почали працювати багато дослідників того часу.
Величезна праця Джона Обрі «Monumenta Britannica» (1663—1693) був нетиповим для антикваріанізму свого часу. Автор прагнув поширити емпіричні методи дослідження на знання про минуле (тому в його творах є деталі археологічних, етнографічних, геологічних штудій). Обрі запропонував метод «порівняльних старожитностей», оснований на теологічній основі. У вступі до «Британських пам'ятників» він писав, що богослови пояснюють Писання Письмом, тому «я буду пояснювати ці стародавні речі одну іншою, показуючи поряд ті, що я бачив або про які добре обізнаний, оскільки жодна історія не заглиблюється так далеко [в минуле] щоб вирішити ці … суперечності». Король Карл II наказав Обрі обстежити Стоунхендж та Ейвбері; традиційна версія пов'язувала їхнє будівництво з римлянами або датчанами. Обрі, зіставляючи споруди римлян, германців і скандинавів, вважав, що пам'ятники відносяться до більш давніх часів і відніс їх до епохи друїдів. Обрі був одним із перших антикварів, який усвідомив велику тривалість історичного часу, і вирішив, що він виходить за межі біблійної хронології.
Після заснування Королівського товариства (яке отримало хартію короля в 1662 році), його члени займалися також антикварною діяльністю. Ісаак Ньютон, який став президентом Товариства в 1703 році, бажав зосередити його діяльність тільки на точних науках і природознавстві. Самі антиквари теж бажали створити власну організацію. Прообраз майбутньої Лондонської спілки антикварів був створений у грудні 1707 року як збори джентльменів (першими були Гампфрі Венлі, Джон Талман і Джон Бекфорд), і в такому вигляді неформально існував близько десятиліття. Тільки наприкінці 1717 року було написано статут: головною метою організації проголошувалася наукова діяльність, пов'язана з вивченням давньої історії та археологічних артефактів, і яка декларувалася як «важлива складова витонченої літератури». У наміри членів спілки також входило колекціонування, збереження та видання графічних матеріалів, доповідей та звітів про пам'ятники, які можуть ілюструвати історію «Стародавньої Британії».

#### Орієнталістика та окультизм

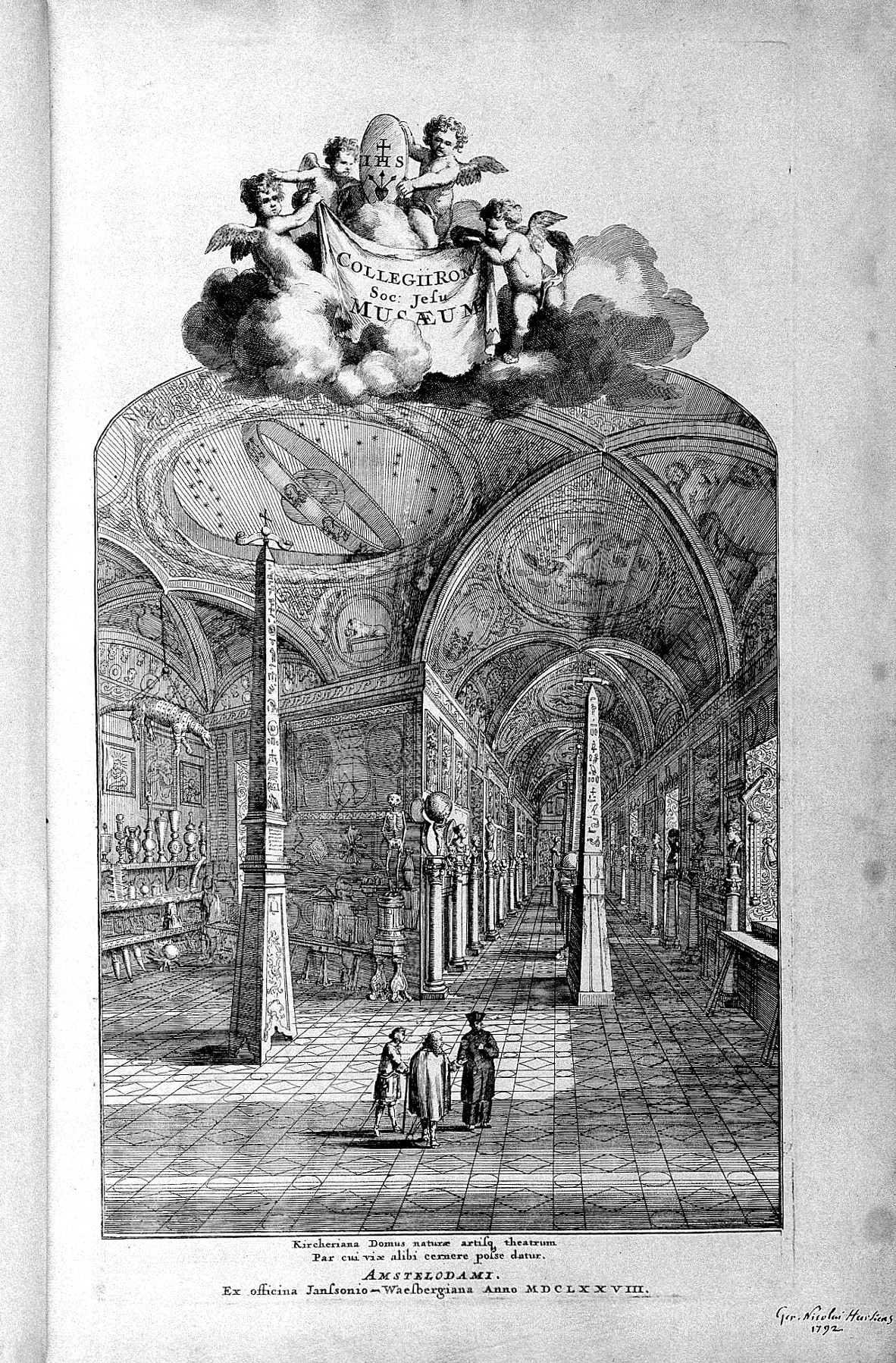
Внутрішній вигляд колекцій Кірхеріанума. Гравюра 1678 року

У творчості знаменитого німецького вченого-єзуїта Афанасія Кірхера чітко проявилися дві тенденції: розширення предмета антикварного інтересу за рахунок виходу за межі тільки греко-римського світу й зближення антикварного знання та окультизму, оскільки астрологія та алхімія протягом усього XVII століття залишалися загальновизнаними формами знання. Східні старожитності були для Кірхера своєрідною масштабною лінійкою, за допомогою якої можна було підступатися до астрономічних відкриттів Галілея або завоювань іспанців у Новому Світі. Як образно писав Д. Стольценберг: «Бібліотека та антикварний кабінет були його обсерваторією, а знання східних мов — телескопом». Однак сходохнавчі тексти Кірхера, а особливо «Єгипетський Едіп», базувалися на потужному окультному фундаменті. Неоплатонізм, заново відкритий Марсіліо Фічіно, призвів до того, що безліч європейських гуманістів стали шукати в античності езотеричну універсальну філософію, яка змогла б надійно примирити християнство з язичницькою мудрістю. Ренесансні окультисти прагнули заново відкрити одкровення, що було раніше дане Платону, та, ймовірно, приховане посвяченими в цю таємницю в символічній та алегоричній формах. «Канон» гуманістичного герметизму включав античну платонічну літературу (особливо трактати Плотіна, Ямвліха, Порфирія та Прокла), «Герметичний корпус», «Халдейські оракули» (приписувані Заратуштрі) та «Орфічні гімни». Ранні гуманісти, особливо Піко делла Мірандола, прагнули включити в цю традицію також Кабалу, а також християнські тексти, особливо Псевдо-Діонісія Ареопагіта. Наслідком такого розуміння світу була віра в різні види магії, насамперед — природну магію, яка дозволяла використовувати симпатичні й антипатичні зв'язки між матеріальними та нематеріальними сутностями, а також теургію. Згідно зі Стольценбергом, неправильно розглядати магічні доктрини Кірхера як анахронізм, як це пропонувала Френсіс Єйтс. Навпаки, він вважав, що емпіричний метод антикварного знання допоможе прояснити символічну мудрість стародавніх єгиптян.
У списку інтересів Кірхера був також власне антикваріат. Величезну роль у становленні Кірхера-антикварія відіграв Нікола-Клод Фабрі де Пейреск. Згідно з його заповітом, у 1638 році Кірхер успадкував колекцію абата Пейреска. У її складі були як єгипетські старожитності (у тому числі мумія), так і природничо-історичні експонати, включаючи скам'янілості, засушені рослини й плоди, опудала птахів, звірів і риб та інше. Вони стали основною найбільшого свого часу кабінету рідкостей — музею Кірхеріанум. Унаслідок цього Кірхер став одним із найбільших антикварів. Ці інтереси поглибилися в Римі, який був, по-перше, центром для вчених всієї Європи, а, по-друге, сам по собі був величезним зібранням старожитностей. Кірхер продовжив колекціонування та професійно зайнявся нумізматикою та епіграфікою; ці праці визнавалися кваліфікованими навіть у XVIII столітті, коли теорії єзуїта були висміяні.

### Мабільон, Ляйбніц та антикваріанізм епохи Просвітництва
Уже в другій половині XVII століття виникла потреба в чіткому визначенні діяльності антикварів, і найбільший поціновувач старожитностей в Ліоні того часу, лікар Жакоб Спон, прагнув знайти потрібний неологізм. Себе він визначав і як археолога, і як археографа (вперше ввів цей термін в 1685 році). Свою справу він визначав як науку, за допомогою якої древні передають нащадкам відомості про свою релігію, мудрость, історію та політику. Предмет вченого-антиквара включав вісім розділів: нумізматика, епіграфіка, архітектура, іконографія, гліптика, торевматографія (вивчення рельєфів), бібліографія та «ангейографія». Останнє означало галузь, що не піддається класифікації: вивчення сюжетів на стародавніх розписних вазах, мір і вагів, побутового та господарського начиння, ігор, одягу та безлічі інших предметів. Для деяких із цих предметів Спон ввів більш-менш доречні неологізми: «дейпнографія» — вивчення звичаїв святкових застіль, «ділографія» — дослідження рабства, «тафографія» — опис похоронних звичаїв. Зразком у всіх перерахованих розділах для Спона був Пейреск. Спон, мабуть, був першим дослідником, який чітко усвідомив, що минуле саме по собі не відповідає тому, як люди говорять про нього; історичні факти — не є самою історією, а лише її відображенням.
П. Міллер серед «спадкоємців» Пейреска надав увагу Жану Мабільону, якого у XVIII столітті вважали «простим» антикваром. Він став засновником дипломатики як окремої дисципліни й почав досліджувати Середньовіччя. Із шести книг-частин трактату «De re diploma» дві присвячені власне документам, включаючи документальний стиль, формуляр, форми підписів, друку та позначення дат. Ця робота мала також практичне значення, оскільки Мабільон пропонував зробити посібник, що дозволяв би відрізнити справжні старожитності від підробок. Дослідник відмінно розумів, що започатковує «новий вид антикварного мистецтва», що звернений, насамперед, до людських потреб («приватної історії» Бьондо), а не тільки цивільних і церковних інститутів («публічних і священних» старожитностей). Питання, які вирішував Мабільон, були досить складними. Наприклад, він запропонував використовувати печатки для вивчення зовнішності правителів, таких як Карл Великий, Людовик Благочестивий, Лотар I, Піпін Аквітанський та Карл Лисий. Тут потрібно було вирішувати й загальні питання: чи мали королі та імператори франків бороди, якого типу корони використовували. Досліджуючи камеї з колекції Пейреска Мабільон з'ясував, що римські імператори до часів Костянтина Великого та його наступників використовували діадеми, а не лаврові вінки. Іншими словами, Мабільон успішно поєднав досягнення своїх попередників у вивченні письмових джерел, матеріальної та візуальної культури.
Для грецької палеографії Бернар де Монфокон зробив те ж, що Мабільон для латинської. Для написання «Palaeographia graeca» (1708 рік) автор вивчав 11 630 рукописів із різних бібліотек. Трактат включав описи стародавніх знарядь і матеріалу для письма, відомості про осіб, що займалися ремеслом письма, історію грецького алфавіту до IV століття, зразки унціалу, мінускулу й курсиву до XII століття, абревіатур і лігатур (в тому числі професійних, з медичних та юридичних текстів), еволюцію печаток тощо. Монфокон представив і зразок класичної антикварної праці — 10-томний трактат «L'antiquité, expliquée et représentée en figures» («Давність, пояснена та показана в малюнках», 1719 рік), у якому було 1200 гравійованих таблиць із зображеннями близько 40 000 предметів грецької, римської та східної старовини. Багато в чому Мабільон орієнтувався на архіви Пейреска, який усе ретельно описав і впорядкував, а малюнки використовував для зображення тих частин своєї праці, у яких описував античний символізм. У виданні 1724 року було додано ще 5 томів. Це був останній комерційний успіх громіздкого антикварного компендіуму: 1800 примірників першого видання повністю було продано за два місяці.

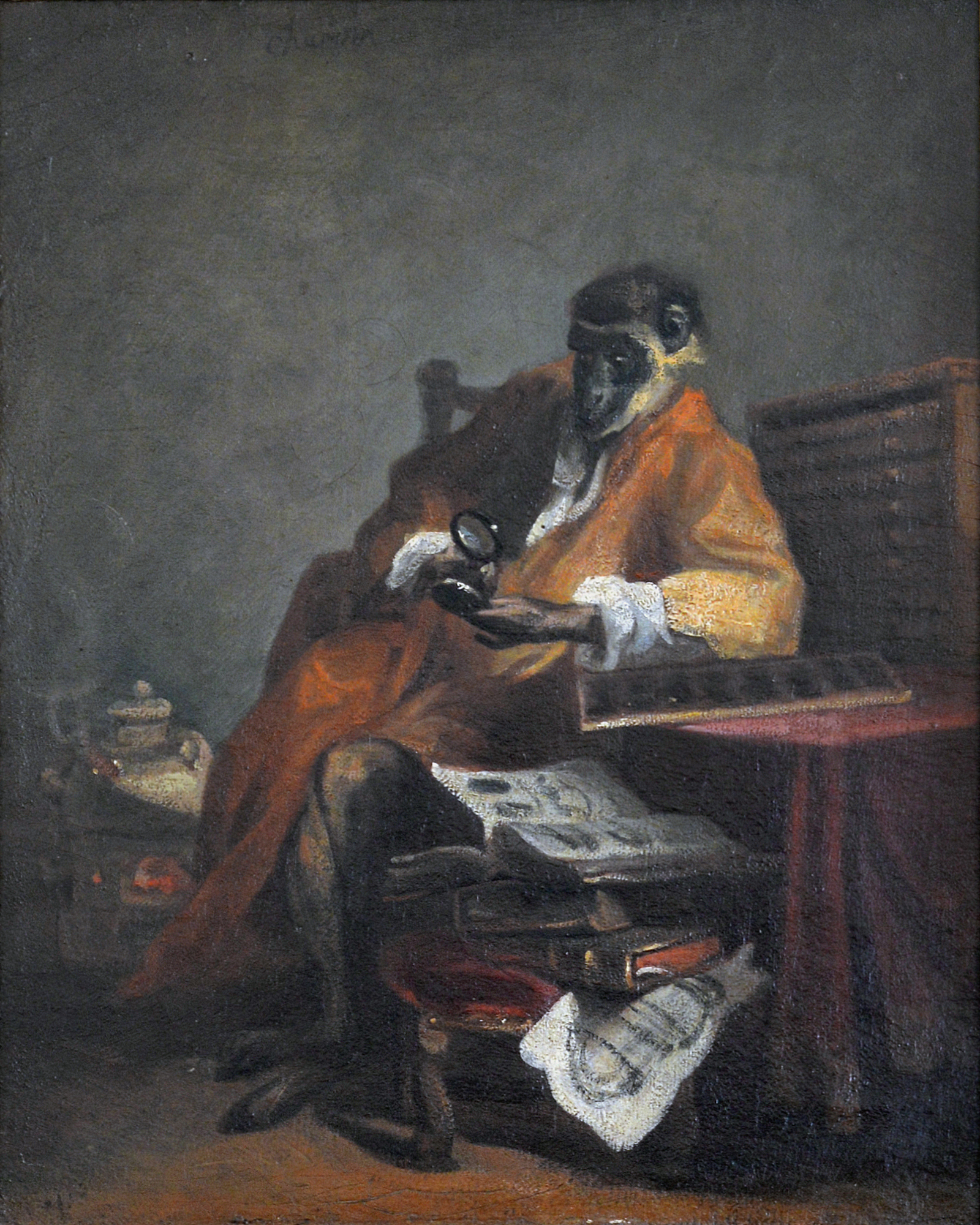
Жан-Батист Шарден. Мавпа-антиквар. '. В'їдлива сатира на відірваність антикварів від природи та «реального» життя

П. Міллер зазначав, що Готфрід Вільгельм Ляйбніц міг би зробити для майбутнього історичної науки те саме, що й Мабільон для допоміжних історичних дисциплін. Але багато його історичних творів залишилися незавершеними та неопублікованими. Після відвідин Італії в 1692 році, Лейбніц спробував створити класифікацію, розподіливши джерела на писемні, усні та матеріальні. Матеріальні джерела він розділив на антропологічні та речові, а в останні — «пам'ятники» в його термінології — включив рукописи, грамоти, печатки, епітафії, написи на медалях і монетах, картини й малюнки. Характеризуючи антикварне знання, фактично він цитував Бекона та міркував про те, що це — вибірка даних з різноманітних джерел, які не створювалися свідомо як історичні. Тобто Ляйбніц був одним із останніх захисників антикварного знання на тій підставі, що без історичних подробиць не може бути достовірного знання про минуле. Займаючись написанням «Історії Брауншвейзького дому» («Scriptores Rerum Brunsvicensium», 1707—1710 рр.), Ляйбніц посилався на праці антикварів XVII століття, у тому числі Дюшена, Балюза, Сірмона, Ашері та самого Мабільона.
До середини XVIII століття ситуація з антикварним знанням підійшла до моменту, коли різні дослідження почали розподілятися за напрямками. У програмній статті до «Енциклопедії» Жана д'Аламбера (1751 рік) проводилося впорядкування всіх знань за трьом «сферами», кожна з яких була прив'язана до відповідних розумових здібностей. Ерудиція в цій схемі була прив'язана до пам'яті, філософія (в тому числі математика та природознавство) — до розуму, виточене письменство (особливо поезія) — до уяви. Тому пам'ять та ерудиція були лише основою істинного знання. Розмірковуючи про розквіт середньовічного варварства, д'Аламбер стверджував, що вивчення мов та історії в епоху Відродження було засновано на найпростішій розумовій діяльності — зберіганні фактів у пам'яті. Ерудити-гуманісти не зважали на природу й замкнулися тільки в гуманітарній складовій стародавніх текстів, бо «читання та запам'ятовування набагато легше, ніж розуміння». За рік до цього двоє бенедиктинців, Шарль-Франсуа Тустен і Рене-Проспер Тасен, склали «Nouveau Traité de Diplomatique», у якому спробували захистити Мабільона від критики. У «Новому трактаті про дипломатику» поняття дипломатики було максимально розширено, а самі документальні джерела класифіковані за 7 розділами, включаючи сорти паперу й чорнила. На тлі «Енциклопедії» узагальнюючий трактат, автори якого явно проголошували себе спадкоємцями багатовікової антикварної традиції, поєднаної з вимогами суворої науковості та дослідницької процедури, залишився майже зовсім непоміченим. Подібні твори виходили до 1789 року («Мандри юного Анахарсіса» абата Бартелемі). Зусиллями Йогана Гаттерера галузь, яку вивчали антиквари, перетворювалася на предмет джерелознавства.

## Вінкельман, Гете й завершення антикваріанізму

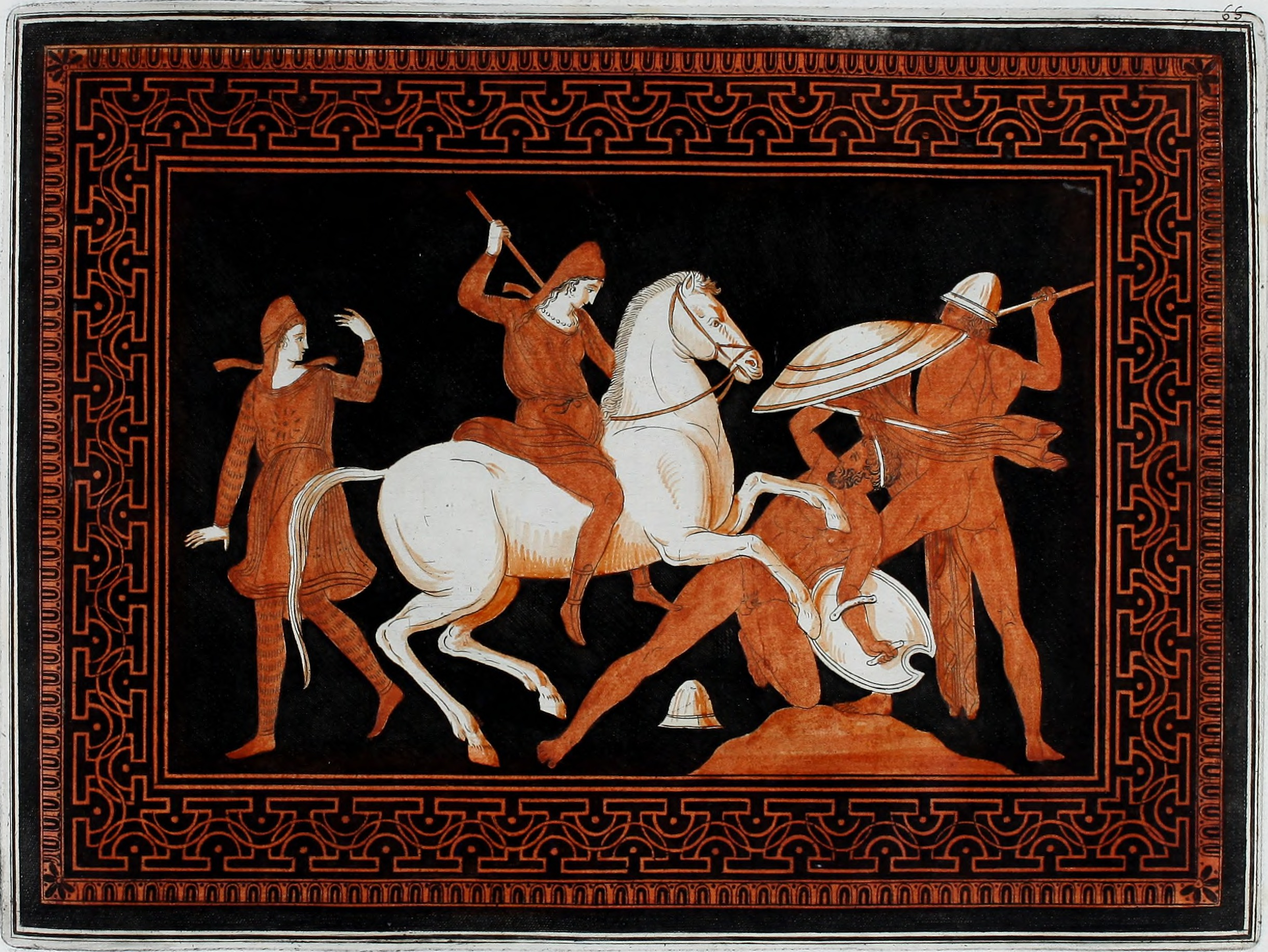
Кольорова гравюра з видання В. Гамільтона «Collection of Etruscan, Greek and Roman antiquities from the cabinet of the Honourable William Hamilton» (1766).

Протягом XVIII століття в університетах Німеччини йшло поступове утворення історичної науки та мистецтвознавства, що пожвавлювалося появою Дрезденської академії образотворчих мистецтв і знаменитої картинної галереї. Йоганн Вінкельман ретельно працював з архівами Кассіано даль Поццо (проданими британській короні в 1762 році) та Пейреска, але принципово не використовував для своєї роботи модного тоді терміну «археологія», описуючи її як історичну. Відбувалося це тому, що археологія була «заплямована» для нього надмірною близькістю до антикваріанізму. На час прибуття Вінкельмана в Італію, антикваріанізм у Римі ще був відомим. За понтифікату Бенедикта XIV була заснована Папська академія археології, а Джованні Баттіста Піранезі в 1756 році видав 40-томний компендіум про римські старожитності. Власне сам Вінкельман зайняв у 1763 році пост Головного префекта старожитностей Риму та Головного антикварія апостольського двору. Саме на цій посаді Вінкельман поширював свої теорії, які прямо суперечили антикварним. По-перше, це був погляд на давнину як на матеріал для побудови та перевірки наукових гіпотез, тобто Вінкельман формував свою теорію не на описах древніх авторів, а на самих творах мистецтва. По-друге, створивши порівняльно-історичний метод, Вінкельман вийшов за межі антикваріанства. За Л. С. Кляйном, антикварному речовому аналізу, що відокремлював предмет від середовища, Вінкельман протиставив вивчення предмету як частини всієї культурної спадщини, в даному випадку давнини, в її взаємозв'язках.
Гете зайнявся теоретичним осмисленням історії, коли виявив, що з-під його пера виходить щось, що нагадує антикварний твір. Результатом стала теорія різних стилів мислення, які описують різновиди письма. Гете використав приклад природознавства: виявилося, що ботанічні описи створюються чотирма типами вчених — тими, хто займався тільки практикою; тими, хто спостерігав і описував; тими, хто не розрізняв спостережуваного й уявного; тими, «кого чутки іменують творцями», тобто здатними створити ідею після спостереження за дійсністю. К. Штарк навіть стверджував, що Гете проводив прямі паралелі між стилем у мистецтві та морфологією в ботаніці й анатомії. Однак Л. С. Кляйн зазначав, що Гете був також одним із останніх освічених дилетантів, який лише дотикався до несформованої професійної науки. Його власне ставлення до сцієнтизму та професіоналізації в науці було, скоріше, негативним.

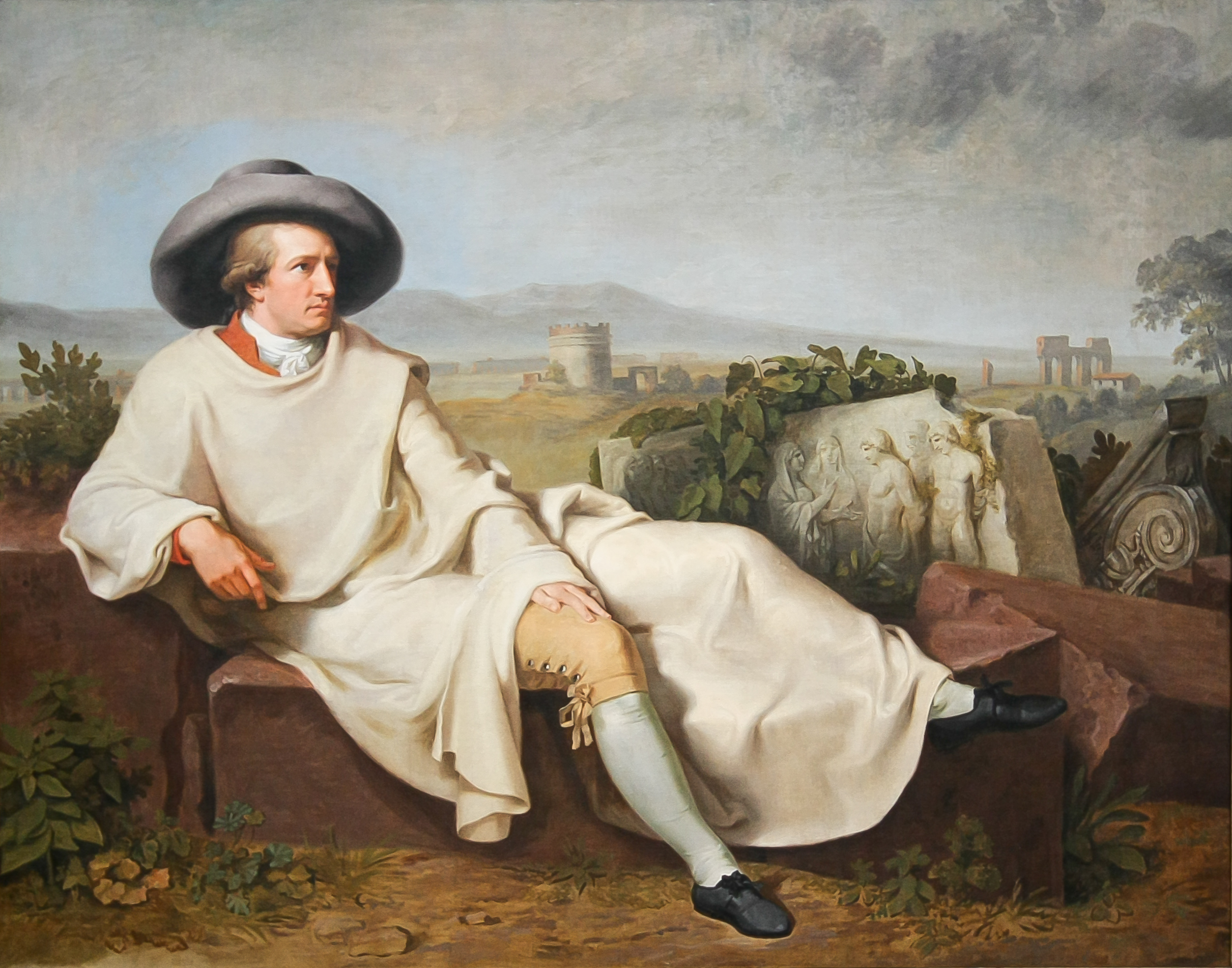
Портрет Гете в Кампаньї Тишбейна, 1787 рік. Полотно, олія. 164 × 206 см. Штеделівський інститут, Франкфурт-на-Майні.

За кантівською термінологією Гете визначав Вінкельмана як мислителя, у якому поєднувалися апостеріорний опис та апріорна уява. У лекціях Августа Людвіга фон Шлецера це було перетвроне в поєднання двох методів, що застосовуються також сучасною історичною наукою: структурного аналізу (синхронного) та оповідання про його результати (діахронного). Прямим послідовником Вінкельмана став Христіан Готтлоб Гейне, який писав переважно латиною. Його учнями були брати Гумбольдти та брати Шлегелі, а також данець Георг Зоега, який, зберігаючи переважно антикварні інтереси, спробував застосувати методи Вінкельмана до єгипетського мистецтва й дешифрування ієрогліфіки. Учні Гейне увійшли в науку й стали відомими пізніше, ніж вихованці Філіпа Августа Бьока — філолога, основоположника сучасної епіграфіки. Серед занять Бьока — вимірювання античної стопи в різних поетів, стародавніх мір і вагів, монетних стоп. Серед його учнів відомими були Лассаль і Бернгард фон Кене. Бек у своїх лекціях з «енциклопедії та методології філологічної науки» чітко протиставляв свої заняття «дисципліні антиквітетів», яка утворилася «випадково й без наукового принципу». У стародавній культурі він взагалі не бачив структурної єдності та надавав перевагу дескриптивному принципу вивчення, вважаючи за краще групувати знання про старожитності в алфавітному порядку. Саме в роки панування школи Бека почала виходити «Реальна енциклопедія класичної давнини» Паулі. Учні Бека, Едуард Герхард та Отто Ян, стали засновниками класичної археології в сучасному розумінні цього слова. Німецькі вчені, які оселилися в Римі, в 1823—1825 роках створили Гіперборейсько-Римську спілку, яка в 1829 році була перетворена в Інститут археологічної кореспонденції. Згодом він перетворився на вищий навчальний заклад, який навчав фахівців високої кваліфікації, а з 1859 року був націоналізований прусським урядом, перетворившись на Німецький археологічний інститут.
У першій половині XIX століття в Європі та США тривав процес самоорганізації антикварів: в 1813 році за зразком Лондонського було створено Товариство антикварів Франції. Його членами були Шарль Нодьє, Франсуа Гізо, Ернест Ренан, Вільгельм фон Гумбольдт, Огюст Маріетт. 1812 року, у Вустері (Массачусетс) було засновано Американське антикварне товариство, орієнтоване на вивчення минулого США; воно відоме насамперед своєю бібліотекою. Членами його були Томас Джефферсон, Джон Квінсі Адамс, Вашиґгтон Ірвінг, Джеймс Медісон і багато інших. 1825 року в Данії було створено Королівське північне товариство антикварів. Засновниками його були Карл Христіан Рафн і Расмус Христиан Раск.
На думку Л. С. Кляйна, починаючи з другої половини XVIII століття колекціонування антиків із професійного вченого заняття перетворюється на «розвагу, бізнес і моду»: "Вчені антиквари — це був лише верхній шар. Основну ж масу антикварів становили аматори, для яких можливість отримувати зі своїх колекцій дохід була не останнім стимулом до колекціонування, а термін «антикварій» недарма перетворився на назву торговця — «антиквар»".